# Catalina của Aragón
Catalina của Aragón và Castilla, (tiếng Tây Ban Nha: Catalina de Aragón y Castilla; tiếng Anh: Catherine of Aragon; tiếng Đức: Katharina von Aragon; tiếng Bồ Đào Nha: Catarina de Aragão e Castela; tiếng Pháp: Catherine d'Aragon; 16 tháng 12 năm 1485 – 7 tháng 1 năm 1536) là người vợ đầu tiên của Quốc vương Henry VIII của Anh, và trở thành Vương hậu nước Anh từ năm 1509 đến năm 1533; trước đó bà từng là vợ của người anh quá cố của Henry, Arthur Tudor, Thân vương xứ Wales.
Xuất thân là một Infanta của Tây Ban Nha, Catalina là con gái út của Song vương Ferrando II của Aragón và Isabel I của Castilla, hai vị Quân chủ Công giáo trứ danh đương thời, có thể thấy bà là người có xuất thân cao quý và hiển hách nhất trong số 6 người vợ của Henry VIII. Khi lên 3 tuổi bà được đính ước cho Thân vương Arthur, anh trai của Henry và là người được định sẽ kế vị ngai vàng. Hai người kết hôn vào năm 1501, 5 tháng sau thì Arthur qua đời khi mới chỉ 15 tuổi.
Cả hai chưa động phòng, nên theo dự tính từ phía Tây Ban Nha lẫn nước Anh, Catalina sẽ tái hôn với em trai của Arthur là Vương tử Henry, Công tước xứ York, cũng chính là Henry VIII tương lai. Từ đây trong 7 năm, Catalina bị cha chồng là Quốc vương Henry VII của Anh đối xử tàn nhẫn khi không chu cấp tiền phụ trợ, đồng thời còn vì mâu thuẫn với Quốc vương Ferrando về tiền của hồi môn mà Henry VII còn hủy bỏ đính ước giữa Catalina cùng Vương tử Henry. Năm 1507, sau thời gian dài bị triều đình Anh bắt làm con tin và phải sống trong nghèo túng, Catalina được cha là Quốc vương Ferrando bổ nhiệm làm Đại sứ Tây Ban Nha, trở thành người phụ nữ đầu tiên trong lịch sử Châu Âu đảm nhiệm vai trò này. Vào năm 1509, sau cái chết của Henry VII, Vương tử Henry kế vị và cưới bà. Catalina lớn hơn Henry tầm 5-6 tuổi, lúc đó bà đã 24 tuổi, còn Henry chỉ vừa 18 tuổi. Trong 10 năm đầu hôn nhân, Catalina cùng Henry VIII trải qua rất nhiều sự mặn nồng, bà cũng có hơn 5 lần mang thai, nhưng chỉ giữ được một cô con gái, là Nữ vương Mary I của Anh sau này. Những khi Henry VIII phải đi khỏi nước Anh, bà giữ vai trò nhiếp chính và được đánh giá cao, trong đó có việc nước Anh chiến thắng Trận Flodden trước Scotland và bà giữ vai trò hết sức quan trọng.
Vào khoảng năm 1526, sau một loạt những lần sẩy thai và mâu thuẫn chính trị với cháu của Catalina, Hoàng đế Karl V của Thánh chế La Mã, Henry VIII bắt đầu hứng thú và theo đuổi Anne Boleyn, em gái của người tình trước của ông là Mary Boleyn. Quốc vương say mê Anne Boleyn, muốn bà làm tình nhân của mình, nhưng Anne kiên quyết không muốn trở thành tình nhân mà chỉ muốn làm vợ ông, đồng thời hứa sẽ sinh con trai cho ông. Và thế là đủ loại nguyên nhân chồng chất, Henry VIII quyết định tiến hành quá trình tiêu hôn (Annulment) với Catalina. Tuy nhiên, ý định này của Henry VIII gặp phải trở ngại lớn do bắt buộc phải thông qua Giáo hoàng, mà vị Giáo hoàng khi ấy là Giáo hoàng Clêmentê VII đang bị kiềm hãm bởi người cháu trai của Catalina là Hoàng đế Karl V của Thánh chế La Mã. Nhiều người tin rằng thông qua những tác động của Anne Boleyn Henry VIII tiến hành những sự kiện khiến nước Anh dần tách khỏi Giáo hội Công giáo La Mã, biến nước Anh thành một nước có Tôn giáo riêng gọi là Giáo hội Anh. Điểm đặc biệt của tôn giáo này chính là thay vì công nhận quyền đứng đầu giáo phái của các Giáo hoàng, từ đây Quốc vương Anh sẽ đích thân đảm nhận vai trò đứng đầu tôn giáo với chức vụ gọi là 「Supreme Head of the Church of England」. Sự kiện này là dấu mốc quan trọng để diễn ra một loạt quá trình Cải cách Anh trong lịch sử.
Năm 1533, Vua Henry tuyên bố tiêu hủy hôn nhân với Catalina, xem nó là "Chưa bao giờ tồn tại" và cưới Anne Boleyn trong giáo đường của Giáo hội Anh, bất chấp sự bác bỏ của Giáo hoàng. Cuộc ly hôn này giữa Henry và Catalina đã đánh dấu một cột mốc quan trọng trong toàn bộ lịch sử nước Anh từ đấy về sau. Và để hạ thấp cũng như có lý do chính đáng cho việc hủy hôn với Catalina, Quốc vương Henry đã tuyên bố Catalina là 「Dowager Princess of Wales」, một tước hiệu có thể được dịch là "Vương thái phi xứ Wales" hay "Vương phi góa phụ xứ Wales", điều này là để khẳng định Henry VIII chỉ xem Catalina là góa phụ của anh trai mình, do đó Catalina phải rời khỏi triều đình nước Anh. Vương hậu Catalina không tán thành quyết định tự mình làm chủ Giáo hội Anh của Henry, và tự tuyên bố mình là người vợ hợp pháp duy nhất của Henry, cũng như là Vương hậu chính thống duy nhất của Anh quốc hiện tại. Sự cứng rắn của bà được tuyên dương cùng với sự ủng hộ nhiệt liệt của dân chúng. Sau khi bị trục xuất khỏi triều đình nước Anh, Catalina đã bị thuyên chuyển qua rất nhiều vùng khác nhau, địa điểm cuối cùng của bà là tại Lâu đài Kimbolton, nơi mà bà qua đời vào ngày 7 tháng 1 năm 1536, sau 2 năm bị lưu đày. Đến tận khi hấp hối, Catalina vẫn thề rằng mình chưa bao giờ động phòng cùng Arthur, và duy trì khẳng định mình là người vợ hợp pháp duy nhất của Henry VIII.
Cái chết của bà dấy lên sự thương tiếc cho toàn bộ người dân Anh, những người về sau luôn xem bà là hình tượng kính mến của một Vương hậu nước Anh. Khi còn sống, bà cũng nổi tiếng vì sự ngoan đạo nhưng sáng suốt, sự nhân từ của bà dành cho tất cả và đặc biệt là những người nghèo. Những kẻ thù của bà như Thomas Cromwell, người một thời là đồng minh của Anne Boleyn, cũng rất tôn trọng và nói:「"Nếu không vì giới tính của mình, hẳn bà ta đã đánh bại tất cả những vị anh hùng khác trong lịch sử"」.

## Infanta của Tây Ban Nha

### Xuất thân cao quý

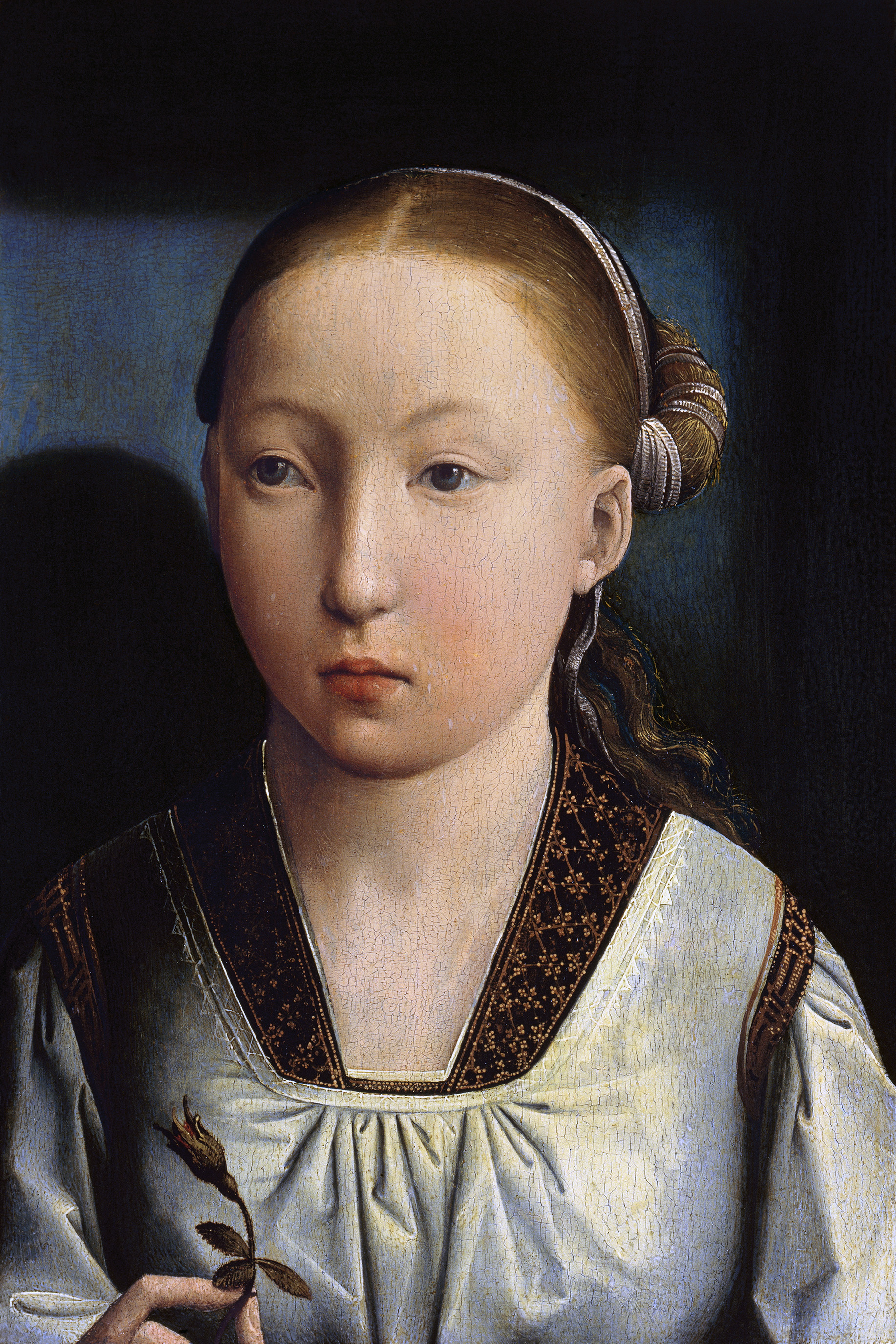
Một bức chân dung thường được cho là Catalina của Aragón vào năm 11 tuổi.

Catalina được sinh ra như một Infanta tại Archbishop's Palace ở Alcalá de Henares thuộc vùng Madrid, Tây Ban Nha vào ngày 16 tháng 12 năm 1485. Nguyên tên của bà được phiên là Catalina, nhưng được đổi thành Katherine hoặc Catherine sau khi bà qua nước Anh. Theo cứ liệu đương thời, Vương nữ Catalina được mô tả có vóc dáng nhỏ, khuôn mặt tròn đầy đặn, tóc màu vàng dâu, mắt xanh và nước da sáng màu.
Xét về dòng dõi, Catalina có xuất thân cao nhất và hiển hách nhất trong cả sáu người vợ của Henry VIII. Cha của bà là Ferrando II của Aragón, một vị Quốc vương xuất thân từ dòng họ danh giá Vương tộc Trastámara ở Bán đảo Iberia, có quyền cai trị các Vương quốc Aragón, Castilla, Navarra và Vương quốc Napoli. Mẹ bà là Isabel I của Castilla, con gái của Juan II của Castilla, xuất thân từ nhánh chính gốc của nhà Trastámara, người trở thành Nữ vương cai trị Vương quốc Castilla. Xét theo bên ngoại, bà xuất xứ dòng dõi người Anh, khi có cụ tổ mẫu là Catherine của Lancaster và Philippa của Lancaster đều là con gái của John xứ Gaunt - con trai thứ của Edward III của Anh. Theo đó, Infanta Catalina cũng là một hậu nhân của Vương tộc Plantagenet, là em họ 3 đời của Henry VII của Anh và là em họ 4 đời của Elizabeth xứ York. Cả hai đều là cha mẹ của chồng bà, Henry VIII của Anh.
Vào ngày 2 tháng 1 năm 1492, cha mẹ bà thành công đánh chiếm Granada, và Infanta Catalina được chuyển vào đây sống, có thể thấy bà đã được bồi dưỡng ra sao dưới môi trường hoa lệ của pháo đài Alhambra. Nữ vương Isabel rất chăm chút nền giáo dục của các con gái, Catalina cũng không ngoại lệ, và bà được giáo dục bởi các học giả Peter Martyr Vermigli, Antonio Geraldini cùng Alessandro Geraldini, những giáo sĩ cao cấp trong triều đình của cha mẹ bà, những người đã chỉ dạy Catalina nhiều thứ như số học, tôn giáo, luật pháp, văn học, lịch sử, triết học và thần học. Bà được giảng dạy rất kĩ về ngôn ngữ tiếng Latinh, tiếng Pháp, tiếng Hy Lạp và dĩ nhiên có cả tiếng Tây Ban Nha. Sự học tập về ngôn ngữ của bà, đặc biệt là tiếng Latinh, xuất sắc bậc nhất nếu so với những người cùng thời. Ngoài ra, bà cũng được chú ý giảng giải về tôn giáo, với cốt lõi lớn là lòng mộ đạo Công giáo, điều ảnh hưởng rất lớn đến phần lớn cuộc đời bà.
Những môn học của bà từ cơ bản như đọc, viết, đã phát triển thành khiêu vũ, âm nhạc, vẽ, ngoài ra bà cũng rất điêu luyện trong các kỹ thuật thiên về nữ công như may vá, thêu thùa, dệt vải hay thậm chí là làm đồ trang sức riêng cho mình. Học giả lỗi lạc Desiderius Erasmus nhận định, ngay từ nhỏ Catalina đã có khuynh hướng yêu thích văn học và rất thành công trong việc lĩnh hội những môn học này. Những điều này khiến Catalina trở thành một trong những người phụ nữ hiếm hoi của Châu Âu có được học vấn cao và uyên bác, một điều rất hiếm vào lúc bấy giờ. Vì xuất thân của mình, bà được dự trù cho những cuộc hôn nhân quan trọng.

### Định hôn ước với Anh

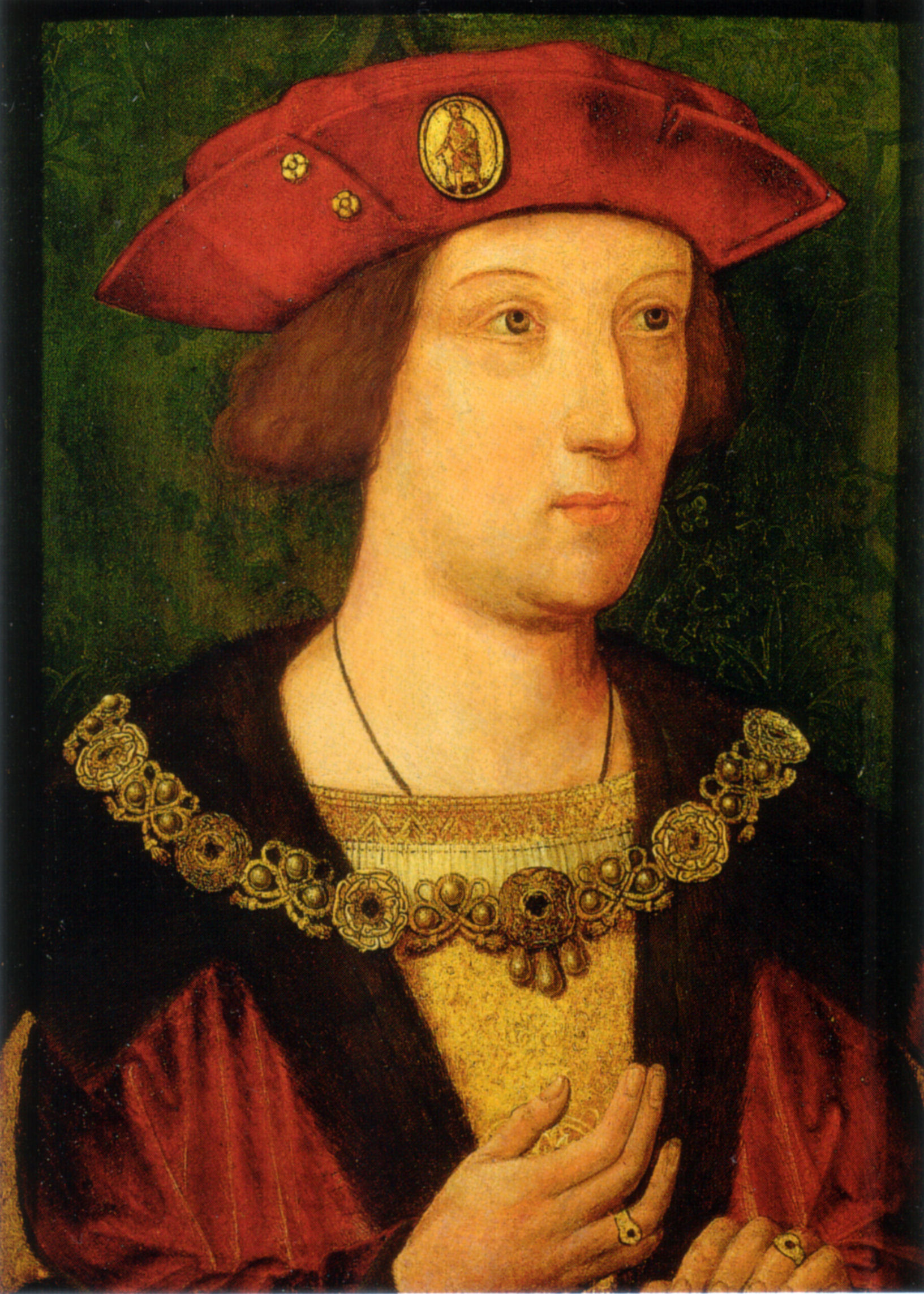
Arthur Tudor, Thân vương xứ Wales.

Từ những năm tuổi còn rất sớm, cụ thể là khoảng năm 1487, Infanta Catalina được nhận định là vị hôn thê rất phù hợp với Arthur Tudor, người thừa kế của Henry VII và giữ tước hiệu Thân vương xứ Wales (Prince of Wales, cũng được dịch là Vương công xứ Wales), tước hiệu dành cho Trữ quân của ngai vàng Anh. Việc định ước này của Catalina phần nhiều do dòng dõi nguồn gốc từ Vương thất Anh mà Catalina có được từ mẹ mình. Khi đó Catalina gần 2 tuổi, còn Arthur chưa đến 1 tuổi.
Thực tế nếu xét theo dòng dõi đơn thuần, Catalina của Aragón lại là người có quyền thừa kế ngai vàng nước Anh hơn cả Henry VII, vì bà là hậu duệ của hai cuộc hôn nhân chính gốc từ John của Gaunt, Công tước xứ Lancaster: Blanche của Lancaster và Constanza của Castilla. Ngược lại, Quốc vương Henry VII nhà Tudor lại là hậu duệ của cuộc hôn nhân thứ ba của ngài Công tước với người tình Katherine Swynford. Những người con của Katherine chỉ được thừa nhận hợp pháp mãi khi cuộc hôn nhân của họ diễn ra, và trước khi Henry VII lên ngôi thì dòng dõi này bị tước bỏ toàn bộ quyền thừa kế ngai vàng Anh do bị xem là dòng dõi không hợp pháp. Vì lý do xuất thân từ một nhánh bất hợp pháp, lại từng bị tước tư cách kế vị, nhà Tudor không được thừa nhận bởi hầu hết quốc gia Châu Âu, trừ nhà Trastámara, dòng dõi đang có uy tín nhất Châu Âu khi đó với sự trị vì của Quân chủ Công giáo, song vương Ferrando II và Isabel I, cũng là cha mẹ của Catalina. Do đó, vương tộc Tudor bằng mọi giá đã thuyết phục nhà Trastámara liên hôn, vì điều đó làm tăng sự ảnh hưởng của Trastámara cũng như lấy được uy tín của Tudor trước những quốc gia Châu Âu.
Năm 1488, đặc sứ Castilla là Rodrigo Gonzalva de Puebla được đề nghị hiệp ước giữa nước Anh và Tây Ban Nha. Quốc vương Henry VII lúc này rất vui vẻ, nhưng Quốc vương Ferdiand vẫn rất đắn đo vì ông vẫn xem nước Anh là bọn man rợ. Vào tháng 3 năm 1489, một hiệp ước được ký kết tại Medina del Campo, đáp ứng nhu cầu của cả hai phía. Và sang cuối năm 1496, chi tiết về cuộc hôn nhân mới lần đầu tiên được đặt ra và viết xuống, khi Catalina được 11 tuổi.
Vào năm 1497, các lễ lạc bắt đầu được tổ chức cho hôn nhân giữa Catalina cùng Arthur, cả hai chính thức đính hôn tại Lâu đài Woodstock. Rodrigo Gonzalva de Puebla trở thành người thay mặt Catalina, và khi đó Catalina chính thức mang tước hiệu Vương phi xứ Wales (Princess of Wales). Catalina sau đó được hướng dẫn tiếng Pháp cao cấp hơn và chờ đợi đến nước Anh để học tập nghi lễ của người Anh. Rodrigo Gonzalva de Puebla cho rằng việc chờ đợi này là thích hợp, nhưng một sứ giả khác là Don Pedro de Ayala, qua một bức thư gửi vào tháng 7 năm 1498, bày tỏ Catalina nên sớm đến Anh để học nghi lễ và ngôn ngữ tại xứ sở này. Trong thư ông viết:
| “                                                         | Though it is not my business to give advice, I take the liberty to say that it would be a good thing if she were to come soon, in order to accustom herself to the way of life in this country and to learn the language On the other hand, when one sees and knows the manners and the way of life of these people in this island, one cannot deny the grave inconveniences of her coming to England before she is of age. Your Highnesses know the reasons. They are But the Princess can only be expected to lead a happy life through not remembering those things which would make her less enjoy what she will find here.It would, therefore, still be best to send her directly, and before she has learned fully to appreciate our habits of life and our government. . Mặc dù góp ý không phải phận sự của thần, nhưng thần xin mạo muội khuyên rằng sẽ rất tốt nếu Vương nữ đến nước Anh sớm hơn, để Vương nữ có thể thích nghi và học ngôn ngữ của vùng đất này. Mặt khác, khi đến đây và thích nghi lối sống của xứ sở này lúc còn nhỏ, Vương nữ sẽ tránh được sự phiền toái và chứng khó thích nghi nếu với việc đến đây lúc đã trưởng thành. Hai vị Bệ hạ hẳn sẽ hiểu nguyên nhân, có rất nhiều thứ cần phải nắm bắt. Nếu các Ngài muốn Vương nữ có một cuộc sống hạnh phúc, các Ngài nên gửi Vương nữ đến đây trước khi Vương nữ kịp thích ứng cuộc sống hiện tại và bắt đầu có sự đánh giá lẫn nhau giữa quê nhà và nơi mà Vương nữ trải qua cả đời còn lại. Vì vậy thần xin khuyên các Ngài đưa Vương nữ đến ngay lập tức, trước khi Vương nữ kịp dựa dẫm vào lối sống cũng như chế độ của chúng ta. | ” |
| — Thư gửi từ Don Pedro De Ayala đến Ferdinand và Isabella | |   |

Ferrando và Isabel gửi lại sẽ gửi Catalina đến Anh sau khi Arthur đủ 14 tuổi. Cặp đôi được tiến hành kết hôn ủy nhiệm vào ngày 19 tháng 5 năm 1499, là ngày Lễ hạ thần (Pentecost), tại Bewdley ở Worcestershire. Hôn nhân của Catalina cùng Arthur ngay lập tức có hiệu lực (per verba de prœsenti). Sau khi bài diễn văn kết thúc, Arthur đã được ghi nhận "nói rất to và rõ" với sứ giả là Don Pedro de Puebla rằng rất hạnh phúc khi kết hôn cùng Catalina trong một cuộc hôn nhân vĩnh viễn không chia lìa. Ông còn bày tỏ mình không chỉ vâng lời Đức Giáo hoàng và Quốc vương Henry (cha của Arthur), mà còn rất trân trọng và yêu quý người vợ tương lai, Infanta của Aragón.
Cặp đôi trao đổi qua thư từ bằng ngôn ngữ quốc tế khi ấy, tiếng Latinh, nhưng cả hai vẫn chưa bao giờ gặp nhau trừ phi chính thức kết hôn. Arthur gặp de Puebla và bày tỏ chấp nhận de Puebla là đại diện của Catalina, và khẳng định Catalina là người vợ hợp pháp của mình. Sau khi một buổi lễ tương tự khác kết thúc, de Puebla cũng khẳng định với Arthur rằng Catalina chấp nhận Arthur làm chồng hợp pháp của mình.

## Vương phi xứ Wales
Tuy nhiên, Quốc vương Ferrando vẫn không hài lòng, ông sợ de Puebla bị Quốc vương Henry VII đút lót nên quyết định thông qua de Puebla mà tuyền đạt lại nước Anh, khi Arthur đủ 15 tuổi vào mùa thu năm 1500, thì cuộc hôn nhân mới chính thức diễn ra. Buổi lễ diễn ra tại Ludlow, gần xứ Wales. Catalina vào lúc đó vẫn chưa được gửi đến Anh, điều này khiến triều đình Henry VII lo lắng và bày tỏ liệu cuộc hôn nhân có diễn ra hay không. Sau đó trước khi Catalina được 16 tuổi, vào mùa hè năm 1501, bà rời khỏi Alhambra để đến nước Anh. Lúc đó, bà trải qua một mùa hè đau khổ trong một chuyến hành trình dài, khi con trai của chị cả Isabel của bà là Miguel da Paz, Thân vương xứ Asturias đột ngột qua đời. Trước đó năm 1497 và 1498, anh cả John cùng chị cả Isabel - người thừa kế cho ngai vàng cha mẹ bà - đều lần lượt qua đời, và điều này khiến gia đình Catalina chìm đắm trong đau khổ. Trên đường đi, bà mắc cảm nhẹ.
Ngày 2 tháng 10, Infanta Catalina cập bến Plymouth của nước Anh. Khi Catalina đến Luân Đôn, bà được hộ tống bởi những quan chức cấp cao của triều đình cha mẹ bà, gồm Diego Fernández, Bá tước Cabra, Giám mục Alonso của Santiago de Compostela và Giám mục Antonio của Mallorca, còn Thị tùng của Catalina được giám sát bởi Elvira Manuel. Ngoài ra, đoàn hộ tống của bà đã mang theo một đoàn tùy tùng người Châu Phi, trong đó có lính thổi kèn John Blanke. Họ là những người Châu Phi đầu tiên đến London được ghi nhận và điều này khiến triều đình cũng như dân chúng London bàn tán về sự hùng mạnh của gia đình vị Infanta đến từ bên kia đại dương.

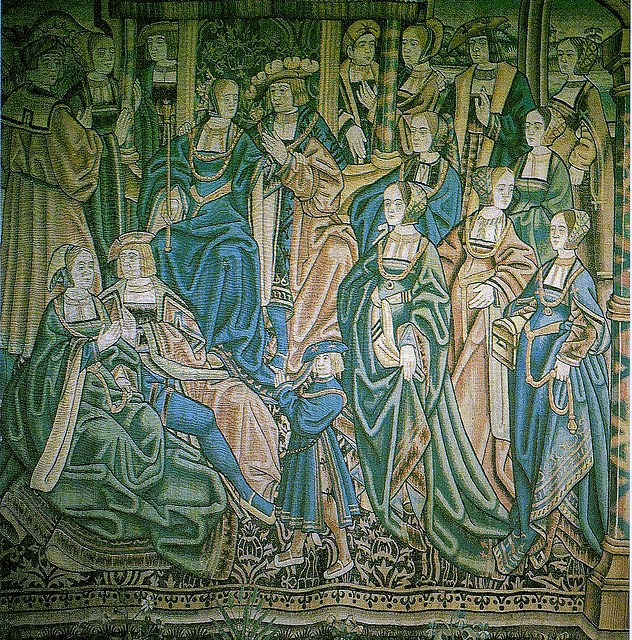
Bức tranh thảm phong cách Flemish, tái hiện hôn lễ giữa Catalina và Arthur.

Dưới sự dẫn dắt của Henry VII, Infanta Catalina và Arthur, Thân vương xứ Wales gặp nhau vào ngày 4 tháng 11 năm 1501, tại Dogmersfield, Hampshire. Trước đó, Henry VII đã đến gặp Catalina trước, tỏ ý muốn chắc rằng cô dâu của con trai là một người xinh đẹp, và sự thực không làm ông thất vọng. Sir Thomas More ghi nhận Infanta Catalina "không thiếu bất kỳ điểm gì của một cô gái xinh đẹp". Tuy nhiên, không ai biết rõ cả hai cảm nhận về nhau ra sao. Arthur sau đó đã viết thư cho bố vợ rằng sẽ là một người chồng đích thực và yêu thương cô dâu của mình, Arthur còn nói cha mẹ của mình rằng ông rất hạnh phúc khi nhìn ngắm khuôn mặt của cô vợ tương lai đáng yêu. Cả hai không thể nói ngôn ngữ mẹ đẻ của nhau (tiếng Anh cùng tiếng Tây Ban Nha), nên họ đã phải dùng ngôn ngữ quốc tế khi ấy là tiếng Latinh để giao tiếp, nhưng ít khi hiểu nhau rõ ràng vì cả hai tuy cùng học tiếng Latinh nhưng lại có phát âm khác nhau. Ngoài ra, họ cũng không thể khiêu vũ cùng nhau vì Catalina chỉ biết múa kiểu Tây Ban Nha, còn Arthur cũng chỉ có thể nhảy theo kiểu Anh. Vào ngày 14 tháng 11, cặp đôi kết hôn ở Nhà thờ cũ St Paul's, và buổi tiệc chiêu đãi diễn ra ở Lâu đài Baynard. Một của hồi môn trị giá 200.000 crowns được thỏa thuận.
Buổi lễ kết thúc, Catalina cùng Arthur ở cùng một phòng ngủ. Hoạt động quan hệ tình dục có thực sự diễn ra hay không, điều này vẫn không bao giờ chắc chắn và vĩnh viễn gây tranh cãi. Trong lời thú nhận của mình, Catalina nói mình cùng Arthur chỉ ngủ cùng nhau trên giường 7 lần, và không bao giờ có quan hệ thể xác. Lúc đó hai vợ chồng Henry VII cùng Ferrando lẫn Isabel đều cho rằng tương lai còn phía trước, cả hai chưa cần thiết thực sự quan hệ nếu chưa đủ kinh nghiệm hoặc còn ngại ngùng. Có một đề nghị rằng cả hai nên sống tách riêng, đợi khi Arthur trưởng thành hơn và Catalina học được tiếng Anh.
Vì đề nghị đó, Arthur chuyển đến Lâu đài Ludlow, nơi ông thực hiện bổn phận của mình như một Thân vương xứ Wales là chỉ huy Hội đồng xứ Wales và Marches (The Council of Wales and the Marches). Vào tháng 12, để tránh cho ảnh hưởng "phong cách Tây Ban Nha" vì phái đoàn sứ giả và những người tùy tùng tại triều đình Anh, Catalina cũng đến Ludlow nhưng không rõ là họ tiếp tục sống riêng hay chung phòng. Vì Ferrando để trang sức và đồ bằng bạc chung vào "của hồi môn", Quốc vương Henry VII muốn cả hai vợ chồng xài dần, khi đó ông có thể ép Ferdiand cùng Isabel trả thêm mệnh giá của hồi môn. Không ai biết cuộc hôn nhân nhanh chóng sẽ kết thúc. Chỉ trong vài tháng sau, bắt đầu vào tháng 3 năm 1502, tai họa ập đến khi cơn bệnh Hãn nhiệt (Sweating sickness) ập xuống khiến cả hai vợ chồng trẻ ngã quỵ. Đó là một đại dịch đã lan tỏa khắp toàn bộ khu vực của nước Anh. Cơn dịch đã cướp đi sinh mạng của Arthur vào ngày 2 tháng 4 năm 1502, chỉ duy nhất Catalina sống sót qua cơn bệnh.

## Cuộc sống góa phụ

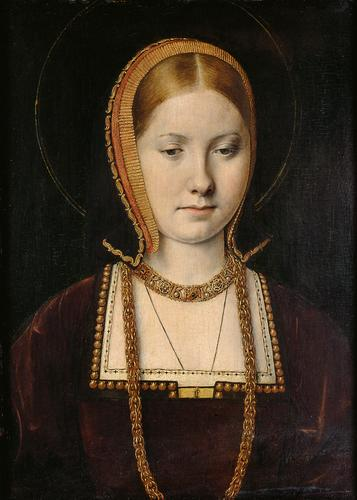
Bức chân dung thường được cho là Catalina, khoảng năm 1503-1504.

Trở thành góa phụ, bước tiếp theo ra sao, Catalina hoàn toàn phải nghe theo quyết định của cha mẹ bà. Cuộc hôn nhân giữa Catalina và Arthur chưa hoàn thành (tức là chưa động phòng), và theo luật Công giáo cuộc hôn nhân chưa được hoàn thành thì nó không có giá trị. Quốc vương Ferrando muốn gọi bà về và tái giá, vì cuộc hôn nhân "chưa hoàn thiện", do đó của hồi môn cũng sẽ được trả về. Bên cạnh đó, Quốc vương Ferrando cũng không đồng ý mức trợ cấp góa phụ được đề cập trong hôn ước nếu Catalina là góa phụ, về cơ bản Henry VII muốn Catalina tự sống bằng tiền mang theo từ Tây Ban Nha. Vào lúc này, Henry VII đối diện với việc trao trả toàn bộ số hồi môn 200.000 crowns (từ gốc của đơn vị tiền Anh cũ theo âm Việt là 'curon'), một nửa trong số đó chưa được bàn giao.
Sau cái chết của Vương hậu Elizabeth vào tháng 2 năm 1503, có lời đồn rằng Quốc vương Henry VII dự tính sẽ cưới Catalina làm kế hậu nhằm giữ lại quyền đòi hỏi số hồi môn hời này, nhưng vì sự phản đối của Vua Ferrando II cùng sự bất hợp pháp gay gắt, ý tưởng này nhanh chóng tiêu tan. Để đối phó, Quốc vương Henry VII nên duyên Catalina với em trai của Arthur, Henry, Công tước xứ York, người nhỏ hơn Catalina tới 5 tuổi. Lúc này Catalina 17 tuổi, còn Henry 12 tuổi. Và ngày 23 tháng 6 năm 1503, bản hiệp ước đính hôn được kí kết. Vì nếu Catalina là góa phụ của Arthur, bà không thể cưới Henry vì là "Chị dâu lấy em chồng" - một điều cấm của Công giáo, vì vậy họ phải xin và đợi Giáo hoàng tuyên bố hôn nhân giữa Catalina và Arthur là không có giá trị, với lý do "Chưa hoàn thiện" - tức chưa động phòng. Ngày 26 tháng 6 cùng năm, có quyết định từ Giáo hoàng, thông báo hôn nhân giữa Catalina và Arthur là "Không có giá trị", Catalina đã không còn là chị dâu của Henry nên cả hai có thể kết hôn. Tuy nhiên, cái chết của Nữ vương Isabel ngay vào năm 1504 đã làm giảm đi đáng kể "giá trị" của Catalina trong cuộc buôn bán hôn nhân này. Vương quốc Castilla là một quốc gia rộng lớn hơn rất nhiều so với Aragón, và sau cái chết của Isabel I thì người kế vị là người chị của Catalina, Juana I của Castilla. Cuộc hôn nhân bị hoãn để đến khi Henry đủ tuổi, nhưng Quốc vương Ferrando II cứ trì trệ mãi trong việc bàn giao một nửa số hồi môn còn lại khiến triều đình 2 bên nghi ngờ liệu cuộc hôn nhân có thể diễn ra như đã dự định.
Đến năm 1505, khi Henry đã trở thành Thân vương xứ Wales và đủ 14 tuổi, hôn nhân giữa ông cùng Catalina mới bắt đầu được chính thức đồng ý. Nhưng Quốc vương Henry VII dần về sau lại thay đổi quyết định, ông muốn con trai cưới con gái cả của Juana I của Castilla là Leonor của Castilla, còn bản thân Henry VII sẽ lấy em gái của Đại vương công Philipp của Áo - chồng của Juana I của Castilla - là Margarete của Áo, người chị dâu góa phụ của Catalina. Ngày 27 tháng 6 năm đó, một ngày trước sinh nhật thứ 14 của Henry, cuộc đính ước giữa Henry cùng Catalina bị Quốc vương Henry VII hủy bỏ. Trong thời gian này, Catalina gần như là một tù nhân chính trị tại Dinh thự Durham House. Bà không rành tiếng Anh, bị bỏ lại bởi Alessandro Geraldini và không đủ tiền sinh hoạt phí, trong một thời gian bà thậm chí còn không mua đủ lương thực cho bản thân. Sau đó, giáo sĩ thú tội đi theo Catalina là Elvira Manuel cũng rời đi, điều này khiến Catalina không thể việc hối lỗi thường xuyên bằng tiếng Tây Ban Nha. Dẫu vậy, hoạt động tôn giáo của Catalina ngày càng gia tăng, vì đó là cách bà an ủi chính mình trong nghèo khó.

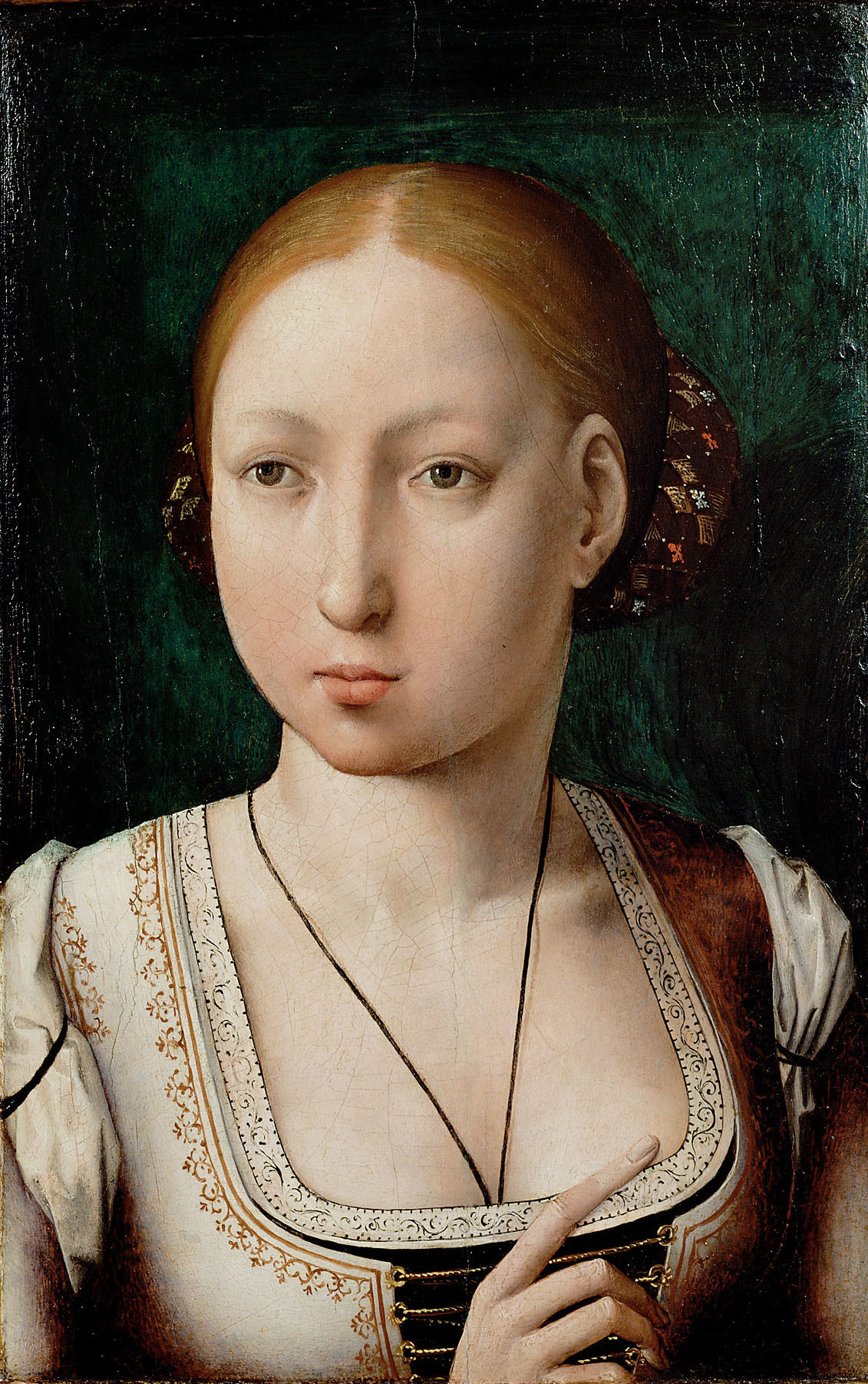
Juana I của Castilla, chị của Catalina.

Tháng 1 năm 1506, Juana l của Castilla cùng Philipp đến nước Anh, và với Hiệp ước Windsor hay Malus Intercursus được ký kết giữa Philipp cùng Henry VII vào ngày 31 tháng 1 năm đó, tương lai của Catalina lâm vào đại họa. Nước Anh chịu giúp Philipp chống lại Aragón và Quốc vương Ferrando. Theo đó, Quốc vương Henry VII sẽ cưới em gái của Philipp là Margarete, còn Henry - Thân vương xứ Wales, sẽ cưới con gái của Philipp là Leonor. Sau khi nói chuyện với chị gái, Catalina bỏ đi trong ủ rũ, bà không còn sự lựa chọn nào ngoài tiếp tục sống trong nghèo khó. Catalina bị giãn cách khỏi Henry, Thân vương xứ Wales nhưng cả hai vẫn gặp nhau theo nghi lễ. Bà còn đến trước Quốc vương Henry VII và khẳng định, hôn ước giữa mình cùng Thân vương xứ Wales là "không thể bác bỏ". Tình hình của Catalina trở nên quá tệ, khi một Infanta lừng danh phải sống nghèo túng, dẫu vậy María de Salinas - Thị tùng đi theo bà từ Tây Ban Nha, vẫn chọn ở bên cạnh bà, điều này khiến cả hai trở nên thân thiết.
Năm 1507, tháng 7, Catalina chính thức trở thành Nữ sứ giả (Ambassador) nhân danh cha mình tại nước Anh, trở thành nữ giới đầu tiên trong lịch sử Châu Âu giữ chức vụ này. Quốc vương Ferrando còn gửi 2,000 ducat cho Catalina để tạm thời giải quyết sinh hoạt. Quốc vương Henry VII khi đó không còn cách nào khác khi để liên hệ và đàm phán với Tây Ban Nha, thì ông đều phải thông qua Catalina. Ông cùng các cận thần hi vọng sẽ dễ dàng điều khiển Catalina, nhưng bà đã khiến họ thất vọng bởi sự cương quyết và bản lĩnh của mình. Đến năm 1508, Đại sứ Tây Ban Nha mới là Gutierre Gomez de Fuensalida đến điều đình, Quốc vương Henry VII không đồng ý thỏa thuận với de Fuensalida và yêu cầu Quốc vương Ferrando giải quyết số của hồi môn còn lại. Theo ý chuyển từ Ferrando, cuộc hôn nhân giữa Catalina và Thân vương xứ Wales phải được định đoạt, hoặc Catalina trở thành vợ của Thân vương xứ Wales hiện tại, hoặc trở về Aragón. Catalina tiếp tục duy trì hôn ước giữa mình cùng Henry, Thân vương xứ Wales là không thể phá vỡ. Tháng 9 năm đó, de Fuensalida gửi thư hỏi Quốc vương Ferrando gửi thuyền sang để mình cùng Catalina trở về, nhưng Catalina từ chối và giữ khoảng cách với de Fuensalida.
Đến tháng 3 năm 1509, tình hình tài chính của Catalina lại rơi vào khủng hoảng chưa từng có. Bà gửi thư cho Quốc vương Ferrando rằng mình không thể đối chọi lại với Henry VII được nữa, và hi vọng có thể trở về phục vụ Chúa. Ngày 21 tháng 4 năm đó, Quốc vương Ferrando mất quyền kiểm soát Vương quốc Castilla, cuối cùng cũng quyết định gửi số hồi môn còn lại của Catalina đến nước Anh. Nhưng cũng lúc này, Quốc vương Henry VII qua đời. Tình hình túng quẫn của Catalina kết thúc.

## Vương hậu nước Anh

### Tái hôn với Henry VIII

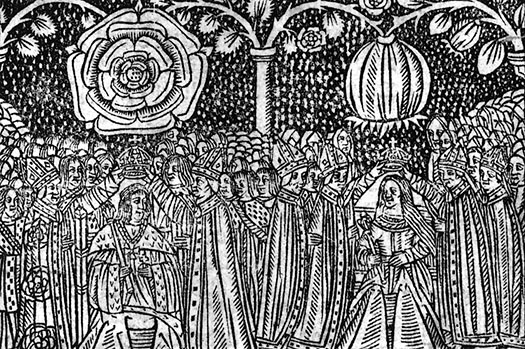
Bản khắc gỗ lễ đăng quang của Henry và Catalina, thế kỉ thứ 16.

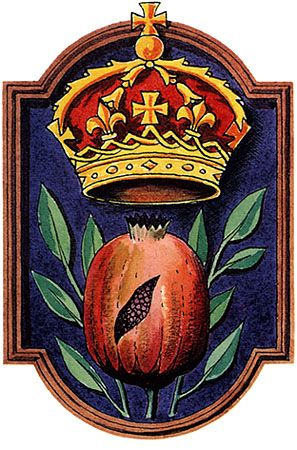
Vương hiệu riêng của Catalina khi là Vương hậu của nước Anh. Biểu tượng trái lựu là từ gia đình Trastámara.

Sau cái chết của Quốc vương Henry VII, người thừa kế của ông - Henry, Thân vương xứ Wales - thuận lợi lên ngôi, tức Quốc vương Henry VIII của Anh. Ngay khi kế vị, Henry VIII đã nghĩ hôn nhân giữa mình cùng Catalina nên diễn ra như đã dự định thay vì "Hiệp ước Windsor" vội vàng với nhà Habsburg dưới thời cha ông. Vào đầu tháng 6 năm 1509, Henry VIII hủy hôn ước với Leonor của Castilla và cầu hôn Catalina, và bà đã đồng ý. Lễ thành hôn diễn ra vào ngày 11 tháng 6 năm 1509, khoảng 7 năm sau cái chết của Arthur và chỉ tầm 2 tháng sau khi Henry VIII kế vị (ông kế vị ngày 22 tháng 4 cùng năm). Buổi lễ được diễn ra khá riêng tư tại một nhà thờ thuộc Dòng Phan Sinh ở bên ngoài Cung điện Greenwich.
Vào ngày 23 tháng 6 cùng năm, triều đình Anh chuẩn bị lễ đăng quang cho Quốc vương và Vương hậu, theo thông lệ thì cả hai sẽ qua đêm cùng nhau ở Tháp Luân Đôn. Sang ngày hôm sau, 24 tháng 6, là ngày Chủ nhật và cũng là Hạ chí, Henry và Catalina đều được sức dầu thánh và trao Vương miện cùng nhau tại Tu viện Westminster, bởi Tổng giám mục Canterbury tên William Warham. Sau buổi lễ đăng quang, triều đình tổ chức một biểu tiệc linh đình tại đại sảnh của Cung điện Westminster, kèm theo đó là hàng loạt người được phong Hiệp sĩ để chức mừng đôi Vương-Hậu mới của Vương quốc Anh. Khi đó, Catalina đã 23 tuổi, còn Tân vương Henry VIII thì mãi 4 ngày sau mới vừa tròn 18 tuổi. Khẩu hiệu của bà là 「"Humble and Loyal"」, nghĩa là "Khiêm nhường và trung thành".
Sir Thomas More đã nhận xét về Catalina khi gửi thư cho Tân vương rằng:「"Đức bà là hậu duệ của những vị Quân chủ vĩ đại, và bà sẽ là mẹ của những vị Quân chủ cũng vĩ đại như tổ tiên của bà. Vị Vương hậu trẻ và đúng tuổi tráng kiện sẽ sinh cho Đức ngài một nam duệ, một kết quả của liên minh bền vững không thể đứt gãy, và được bảo hộ bởi cả hai bên!"」. Buổi lễ đăng quang của bà tốn £1.500, ít hơn £200 so với Quốc vương. Cũng do Margaret Beaufort - bà nội của Henry VIII - qua đời ngay sau đó, Catalina cũng trở thành "Đệ nhất phu nhân" đúng nghĩa trong triều, không mẹ chồng lẫn bà nội chồng. Bà được hâm mộ bởi dân chúng không chỉ vì mái tóc nâu vàng, nước da trắng hồng cùng thân hình mảnh mai, mà bà còn được chú ý vì Đức tin cũng như sự ngoan đạo của mình. Và dù bây giờ đã sống trong phú quý cùng sự tán dương, Catalina vẫn không quên 7 năm chịu khổ từ khi Arthur qua đời đến khi Henry VIII đăng quang và cưới bà, cho nên bà càng thể hiện Đức tin dành cho Chúa, tạ ân điển giúp bà vượt qua thời gian quá khó khăn mà không phải vị Vương nữ nào của Châu Âu dễ nếm phải và vượt qua.

### Những lần sinh nở
Cuộc sống hôn nhân của Catalina vào thời kỳ này rất hạnh phúc. Những khi bà không phải tham gia những sự kiện chính thức, bà dành thời gian để may và thêu áo trong của Henry VIII. Tình cảm mặn nồng khiến Henry VIII - lúc đó chỉ gần 20 tuổi - rất thường xuyên tìm cơ hội cùng bà quan hệ chăn gối. Đây là một chuyện mà ông cảm thấy vừa thỏa mãn nhu cầu tình dục, cũng vừa "nhân tiện" có con nối dõi. Ông tán thưởng và yêu quý Catalina, nhận xét:「"Cô ấy không hề già, xấu hay kém hấp dẫn tí nào"」.
Trong cuộc hôn nhân hơn 20 năm với Quốc vương Henry VIII, Catalina của Aragón có 6 lần mang thai:
- Lần thứ nhất là từ tháng 8 năm 1509, 2 tháng sau hôn lễ, và bà hạ sinh ra một cô con gái chết non vào ngày 31 tháng 1 năm 1510.
- Đến tháng 5 năm 1510, 4 tháng từ khi mất đi đứa con đầu lòng, Catalina mang thai, và bà hạ sinh Henry, Công tước xứ Cornwall vào ngày 1 tháng 1 năm 1511, khiến Henry VIII vui mừng khôn xiết. Đứa bé được gọi là "Little Prince Hal" hay "The New Year's Boy" bởi lịch sử. Một loạt họng súng đã được khai hỏa, chúc mừng đứa con trai đầu lòng của Quốc vương. Khoảng 5 ngày sau khi sinh, vào ngày 6 tháng 1 cùng năm, Henry được làm lễ rửa tội tại Cung điện Richmond. Lễ rửa tội của đứa bé này cực kỳ lộng lẫy, những cột đèn beacon được thắp sáng, quà mừng có một bộ ly đựng muối nặng tới 99 ounce được gửi từ Quốc vương Louis XII của Pháp, một cha đỡ đầu của đứa bé[52]. Vì để kỉ niệm, Henry VIII đã tổ chức một đoàn diễu hành đến Westminster cực kỳ lớn và xa hoa, là hành động điên rồ và xa xỉ nhất mà Henry VIII từng làm trong đời mình. Buổi lễ này được vẽ lại trên một cuộn tranh làm bằng giấy da bê được gọi là 「The Westminster Tournament Roll」. Nhưng niềm hi vọng nhỏ này của Henry và Catalina chỉ sống đến ngày 22 tháng 2 năm ấy, qua đời khi chỉ mới 52 ngày tuổi. Nguyên nhân cái chết đến nay vẫn chưa được rõ, và đứa bé được đúc một bức tượng tại Tu viện Westminster.

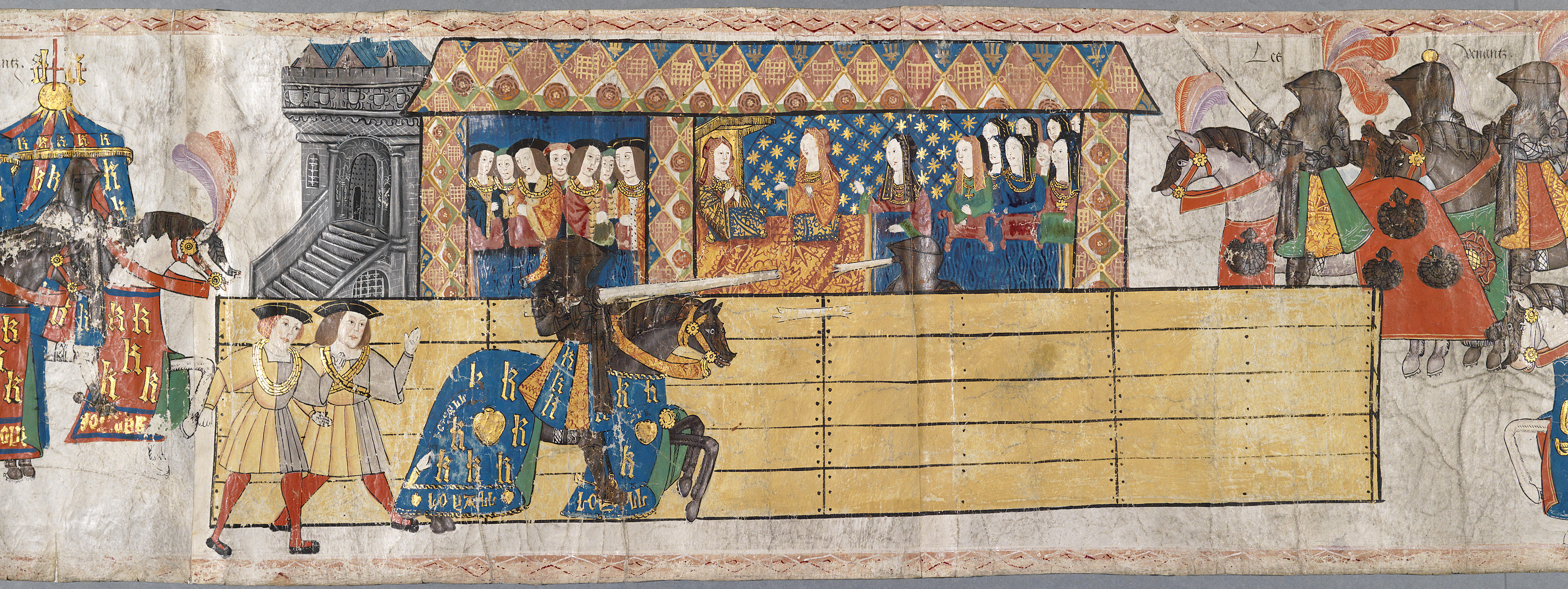
Một phần của bức tranh The Westminster Tournament Roll, buổi lễ xoa hoa và phung phí nhất mà Henry VIII từng làm trong suốt cả cuộc đời mình

- Đầu năm 1513, Catalina lại mang thai, lúc này Henry VIII đang ở Pháp và Catalina có nghĩa vụ nhiếp chính, bảo vệ nước Anh khỏi Scotland. Đến ngày 17 tháng 9 năm ấy, Catalina hạ sinh một đứa bé trai, và cũng như những người con trước, đứa con trai này của Catalina cũng nhanh chóng qua đời sau vài ngày được sinh ra.
- Tháng 6 năm ấy (1513), Catalina lại mang thai, và vào tháng 11 năm 1514, bà sinh hạ một đứa bé trai chết yểu[53].
- Mùa hè năm ấy, sau tầm 5 tháng mất đi đứa con nhỏ, Catalina thông báo mình mang thai lần thứ 5, lần này thì ít ai kì vọng vào người thừa kế, vì những lần sinh nở thất bại của Catalina khi trước. Ngày 18 tháng 2 năm 1516, tại Cung điện Greenwich ở Kent, Catalina sinh hạ một bé gái, ấy là Mary I của Anh. Khoảng 3 ngày sau (ngày 21 tháng 2), Mary được làm lễ rửa tội hết sức hoành tráng tại Nhà thờ dòng Phan Sinh. Mặc cho nhiều sự thất vọng được ghi nhận, Fraser ghi lại Quốc vương Henry VIII lúc đó rất vui, ông nghĩ rằng nếu là một đứa bé gái khỏe mạnh, thì lần sau nhất định sẽ là một đứa con trai[54].
- Đến tháng 2 năm 1518, Catalina mang thai lần thứ 6, và cũng là lần cuối cùng trong đời bà. Vào tháng 3 năm đó, bà đến Trường đại học Merton ở Oxford, làm lễ hành hương đến Miếu thờ của St Frideswide, cầu nguyện mình mang một đứa con trai khỏe mạnh. Ngày 10 tháng 11 năm ấy, Catalina sinh hạ một bé gái, và đứa bé này quá yếu nên chết non chỉ sau vài giờ.

Ngoài ra, Catalina thực tế có khi còn nhiều lần mang thai hơn, 6 lần ở trên chỉ là 6 lần có thể sinh được, dù đứa trẻ sinh ra cũng không sống lâu. Sử học gia J. J. Scarisbrick trong cuốn sách Henry VIII (1968) ghi rằng:「"... several miscarriages, three infants who were either stillborn or died immediately after birth (two of them males), two infants who died within weeks of birth (one of them a boy) and one girl, Princess Mary"」 , trong đó "several miscarriages" là vài lần sẩy thai, mà several là một từ ước lượng số tuy không chỉ con số cụ thể nhưng phải ít nhất 3 trở lên, như vậy đem tổng số lần Catalina mang thai phải ít nhất 9 lần. Hester W. Chapman trong cuốn sách Anne Boleyn (1974) chỉ ra Catalina mang thai khoảng 7 lần. A. F. Pollard trong cuốn Henry VIII (1925) cho biết, vào khoảng năm 1517, Catalina đã mang thai nhưng bị sảy thai. Tuy nhiên John Bowle trong cuốn Henry VIII (1964) bác bỏ cái việc sẩy thai năm 1517 mà A. F. Pollard đề cập, và điều này được Sir J. E. Neale - một nhà sử học chuyên về thời Nữ vương Elizabeth I - đồng thuận tán thành.
Những lần mang thai liên tục ngay sau khi sẩy thai hoặc sinh non mà không có thời gian chữa trị, cộng thêm ngày càng lớn tuổi, là những nguyên nhân được coi là nguyên nhân cốt yếu khiến Catalina không thể mang thai những đứa trẻ khỏe mạnh. Và việc mang thai không ngừng này có lẽ không phải từ phía nhận thức y học kém, mà là do Henry VIII quá nôn nóng có một đứa con trai, dẫn đến chính ông đã tự hủy hoại vợ mình. Những lần sinh này khiến Catalina tăng cân, khoảng cách tuổi tác của hai người ngày càng rõ rệt và đến năm 1519 thì bà bị gọi là 「"The King's old deformed wife"」.

### Sự ảnh hưởng

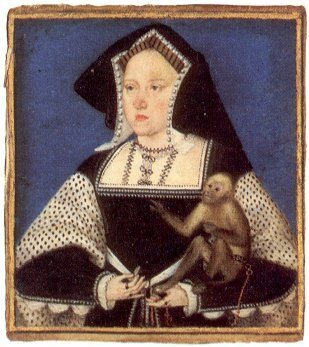
Tiểu họa Catalina cùng chú khỉ, như một biểu tượng Exoticism trong hội họa.

Triều đình của Catalina có 160 người, trong đó 8 người là từ Tây Ban Nha. Người có sức ảnh hưởng đến Catalina là María de Salinas, kém bà 5 tuổi, một người có Đức tin trung thành rất được Catalina lẫn Henry VIII xem trọng. Theo thông lệ, María sẽ cưới quý tộc bản địa Anh để biểu trưng sự trung thành, và bà cưới điền chủ lớn nhất Lincolnshire là William Willoughby, Nam tước Willoughby thứ 11 xứ Eresby, họ sinh ra Katherine, vợ kế của Charles Brandon, Công tước thứ 1 xứ Suffolk.
Vào ngày 11 tháng 6 năm 1513, Henry VIII đã ủy nhiệm Catalina trở thành nhiếp chính của nước Anh khi ông phải đến nước Pháp tiến hành chiến dịch quân sự. Địa vị của Catalina, đầy đủ là 「Governor of the Realm and Captain General」, nghĩa là "Người có quyền Quản lý toàn quốc, kiêm nhiệm Đại đô thống", chính điều này đã cho phép Catalina nắm đại quyền lớn nhất của Vương quốc Anh. Thời gian này, Catalina rất lo lắng cho Henry VIII, vì ông không phải là người thích viết thư nên những gì ông cần nói đều truyền đạt lại qua Thomas Wolsey. Mỗi khi không bận tâm về chồng, Catalina thể hiện mình là một nhiếp chính tài ba. Lúc này bà đã thành thạo tiếng Anh, như việc bà thành thạo về tiếng Latinh cùng tiếng Pháp vậy. Khi Công tước Louis I xứ Orléans bị bắt tại Thérouanne, Henry VIII đã gửi ông ta đến chỗ của Catalina, nhưng bà đã chỉ định Thomas Wolsey giam cầm vị Công tước người Pháp vào tháp London để đối phó với quân đội Scotland đang nhăm nhe ở phương Bắc. Vào lúc ấy, nước Anh đang mạnh mẽ, trong khi nước Anh không đủ tài lực để đối phó, chính Catalina phải viết với Wolsey rằng:「God to sende us as good lukke against the Scotts, as the King hath ther」. Bà bận rộn điểm danh quân đội tại Lâu đài Richmond, sang ngày 3 tháng 9, Catalina chỉ định Thomas Lovell triển khai thúc quân chống lại quân đội Scotland.
Sau khi điều động Thomas Lovell, đích thân Catalina đã trang bị áo giáp, cưỡi ngựa và phía Bắc. Trận Flodden Field diễn ra, quân Anh chiến thắng, tin báo về đến Catalina khi bà ở gần Buckingham, cách London tầm 160 km về phía Bắc. Từ Tu viện Woburn, Catalina gửi tin báo mừng chiến thắng cho Henry, kèm theo áo choàng dính đầy máu của Vua James IV của Scotland - người đã tử trận trong cuộc chiến, và Henry đã dùng nó như một chiến lợi phẩm trong cuộc vây hãm thành Tournai.
Bất chấp những thất bại sinh nở, tình trạng thừa cân cùng già nua, Catalina vẫn duy trì nụ cười, điều này có liên hệ đến việc bà theo chủ nghĩa nhân đạo. Quan niệm về tôn giáo của Catalina ảnh hưởng khắp nước Anh, khi bà là thành viên của hội Thánh Phanxicô thành Assisi, càng trở nên già đi bà càng hết lòng vì tôn giáo và làm từ thiện, việc này kéo dài từ khi bà làm Vương hậu và cứ duy trì mãi, thậm chí là sau khi bà đã ly hôn về sau này. Những nghiên cứu học thuật hàn lâm về tôn giáo của bà rất được đánh giá cao và ngày càng trở nên rộng rãi, khi bà dành tâm huyết giáo dục con gái Mary và kiến thức mà bà có đều vượt xa Henry VIII - người chỉ thích đòi hỏi quyền được hưởng thụ. Những Thị tùng trong đoàn tùy tùng của bà nhận được một sự giáo dục tôn giáo dồi dào, và Catalina cũng tự huy động được tiền tài để tích góp cho các trường đại học - những ngôi trường học thuật chỉ chuyên nghiên cứu về thần học của Công giáo vào thời điểm ấy. Và dù là người Công giáo, nhưng Catalina tin rằng tôn giáo cũng chỉ là những cầu khẩn và thành tâm, hơn là những vật chất xa hoa trong những ngày thánh lễ hoành tráng, những thứ được dùng bởi tiền của dân nghèo. Những ý tưởng này của Catalina về những nhược điểm và sự vận hành của Công giáo La Mã, về sau lại trở thành những luận điểm mà Martin Luther dùng tại Wittenberg khi thuyết giáo công khai, tạo thành cơ sở cho việc hình thành phong trào Cải cách Kháng nghị. Khoảng năm 1523, Alfonso de Villa Sancta, một Tu sĩ dòng Observant, một nhánh dòng Phan Sinh, đã đến gặp Catalina, trình bày cuốn De Liberio Arbitrio adversus Melanchthonem lên án Philip Melanchthon, một người ủng hộ học thuyết Kháng Cách của Luther. Và với vai trò như thầy tu nghe lời xưng tội của người Thiên chúa giáo, Alfonso de Villa Sancta đã giới thiệu Catalina cuốn Fidei defensor của mình để bác bỏ những lý luận của Luther.
Quốc vương Henry VIII dù quan trọng sự sinh nở, cũng nhiều khi biết ơn tính tôn giáo của bà. Vào ngày 1 tháng 5 năm 1517, bà công khai xin Henry VIII loại 400 người khỏi án tử, và điều này đã khiến bà rất được hân hoan. Điều thiếu duy nhất của bà là sinh hạ người thừa kế là nam - thứ mà Henry VIII khát khao nhất. Sự bận tâm này của Henry VIII cũng là bởi vì nhà Tudor khi ấy vẫn còn mới, dễ dàng phát sinh nội loạn. Thời kỳ hỗn loạn năm xưa cũng chính là khi Quốc vương Henry I của Anh đột ngột mất đi Trữ quân, dẫn đến sự cạnh tranh của con gái ông (Hoàng hậu Matilda) với cháu ông (Stephen của Anh) để tranh đoạt quyền kế vị ngai vàng Anh và dẫn đến cuộc nội chiến kéo dài. Bên cạnh đó, cuộc Chiến tranh Hoa Hồng chỉ vừa kết thúc chục năm trước, vẫn còn dư âm trong suốt quá trình Henry VIII lớn lên, do đó ông càng mong một đứa con trai để có thể củng cố lâu dài cho ngai vàng nhà Tudor.

### Vấn đề hôn nhân và chính trị

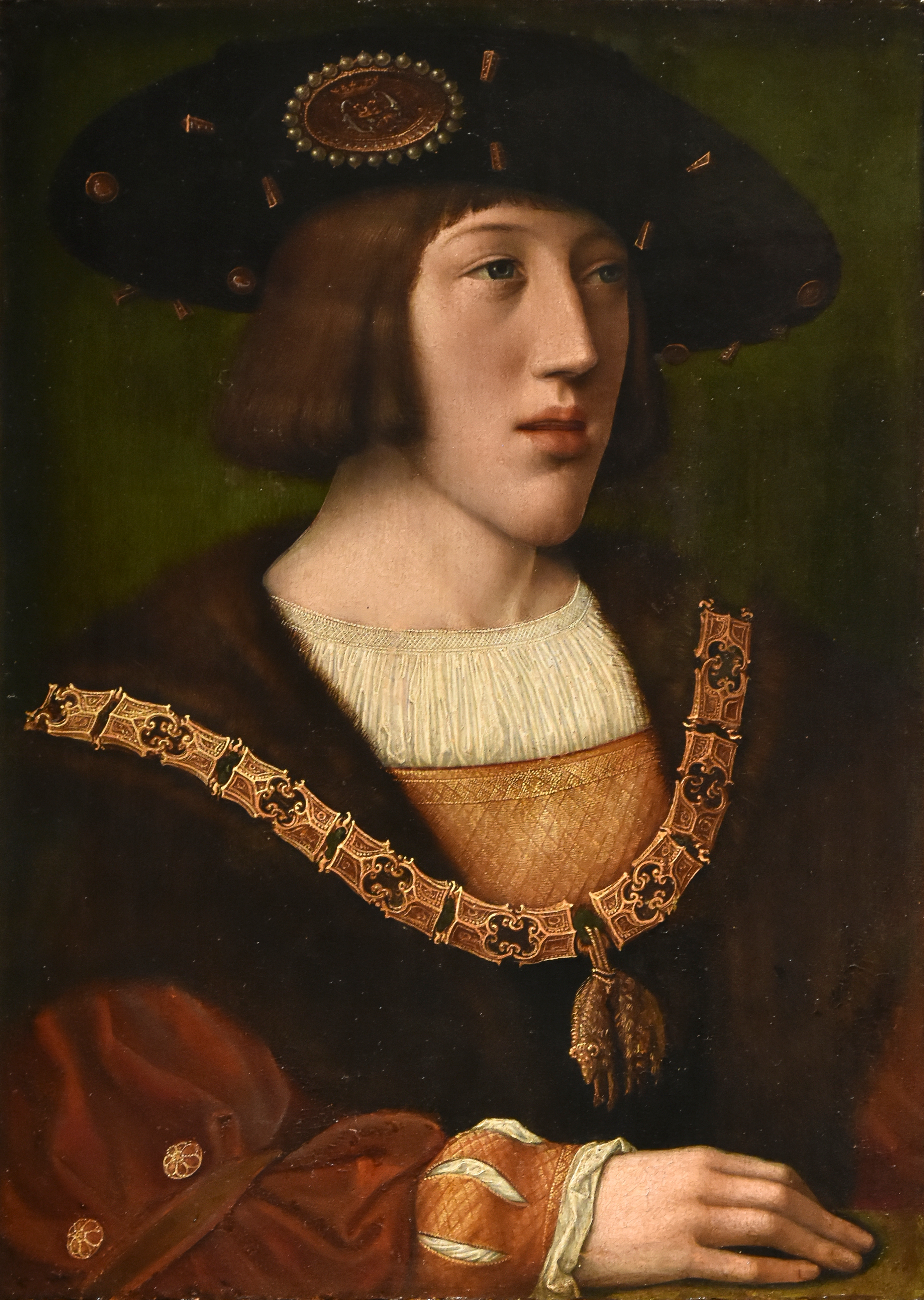
Hoàng đế Karl V của Thánh chế La Mã. Ông là người cháu gọi bằng dì của Catalina.

Vấn đề không sinh hạ người thừa kế của Catalina chỉ là một nửa lý do khiến ông ngày càng chán nản bà, một nửa còn lại đều nằm ở vấn đề chính trị, vì bà là dì của Hoàng đế Karl V của Thánh chế La Mã, con trai của chị của Catalina là Juana I của Castilla. Xuất thân là một người thuộc Vương tộc Habsburg, do vậy Karl là người nắm giữ nhiều lãnh địa phụ quốc bao gồm Đại Công quốc Áo, Bourgogne, Tây Ban Nha và là thế lực lớn nhất tại Châu Âu lục địa khi ấy.
Mọi chuyện bắt đầu khi Catalina mang thai lần cuối cùng của đời mình vào năm 1518, lúc này bà cùng Henry VIII đang sắp xếp hôn nhân giữa con gái 2 tuổi, Mary, cùng con trai của François I của Pháp, Dauphin François, vừa sinh ra vào ngày 28 tháng 2 cùng năm. Hiệp ước được ký vào ngày 4 tháng 10 năm đó. Catalina không vừa ý lắm vì con gái sẽ kết hôn vào gia tộc đối địch xưa nay của gia đình bà, nhưng nhìn chung bà vẫn chấp nhận. Và vào tháng 11 năm đó, bà sinh một cô con gái chết non. Lần mang thai và sẩy thai này khiến tình cảm hôn nhân giữa bà cùng Henry VIII bước vào quá trình đổ vỡ, khi nhà Vua liền tìm tình nhân để giải khuây và sủng hạnh Elizabeth Blount, một Thị tùng của Catalina, con gái một quý tộc bản địa Anh là Sir John Blount. Vào tháng 6 năm 1519, Elizabeth sinh hạ một đứa con trai, người được đặt tên là Henry FitzRoy và về sau rất có địa vị trong triều, vượt trên cả Mary.
Thực tế, việc Elizabeth thu hút Vua Henry xảy ra từ khoảng năm 1514, vào những lúc Catalina đang mang thai, bên cạnh đó cũng không chỉ mình Elizabeth Blount "phục vụ" nhu cầu này giúp nhà Vua mà còn nhiều người đàn bà khác nữa, mà phần lớn đều không công khai hoặc là tin đồn. Vào thời điểm ấy, đây là chuyện được nhìn nhận là khá bình thường, khi Vương hậu mang thai và không thể giải quyết nhu cầu sinh lý mạnh của Henry, thì nhà Vua sẽ tìm tình nhân. Bên cạnh Elizabeth, cũng có những phụ nữ làm tình nhân của ông trong thời gian này, gồm Jane Popincourt - phó mẫu cho em gái ông là Mary.
Thế nhưng mãi đến năm 1518, Henry VIII mới cật lực cùng Elizabeth quan hệ kéo dài, và sau khi Catalina vừa để rơi niềm hi vọng mang thai cuối cùng của mình, kết quả chính là Henry FitzRoy. Cái họ [FitzRoy] của Henry, có nghĩa là "Con trai của nhà Vua", và đây là đứa con trai ngoài giá thú duy nhất mà Quốc vương Henry VIII công nhận trong số những đứa con dính nghi kị của các tình nhân khác của ông, mà nổi tiếng nhất là hai người con họ Carey của Mary Boleyn. Sau sự việc, Elizabeth được sắp xếp kết hôn với Gilbert Tailboys, Nam tước Tailboys thứ 1 xứ Kyme. Và dù đã sinh một người con trai được chính Henry VIII công nhận, Elizabeth Blount vẫn duy trì sự ẩn dật của mình, không có hoạt động chính trị hay ảnh hưởng gì tại triều đình, cho nên đối với Catalina thì cũng không thành vấn đề gì lớn.

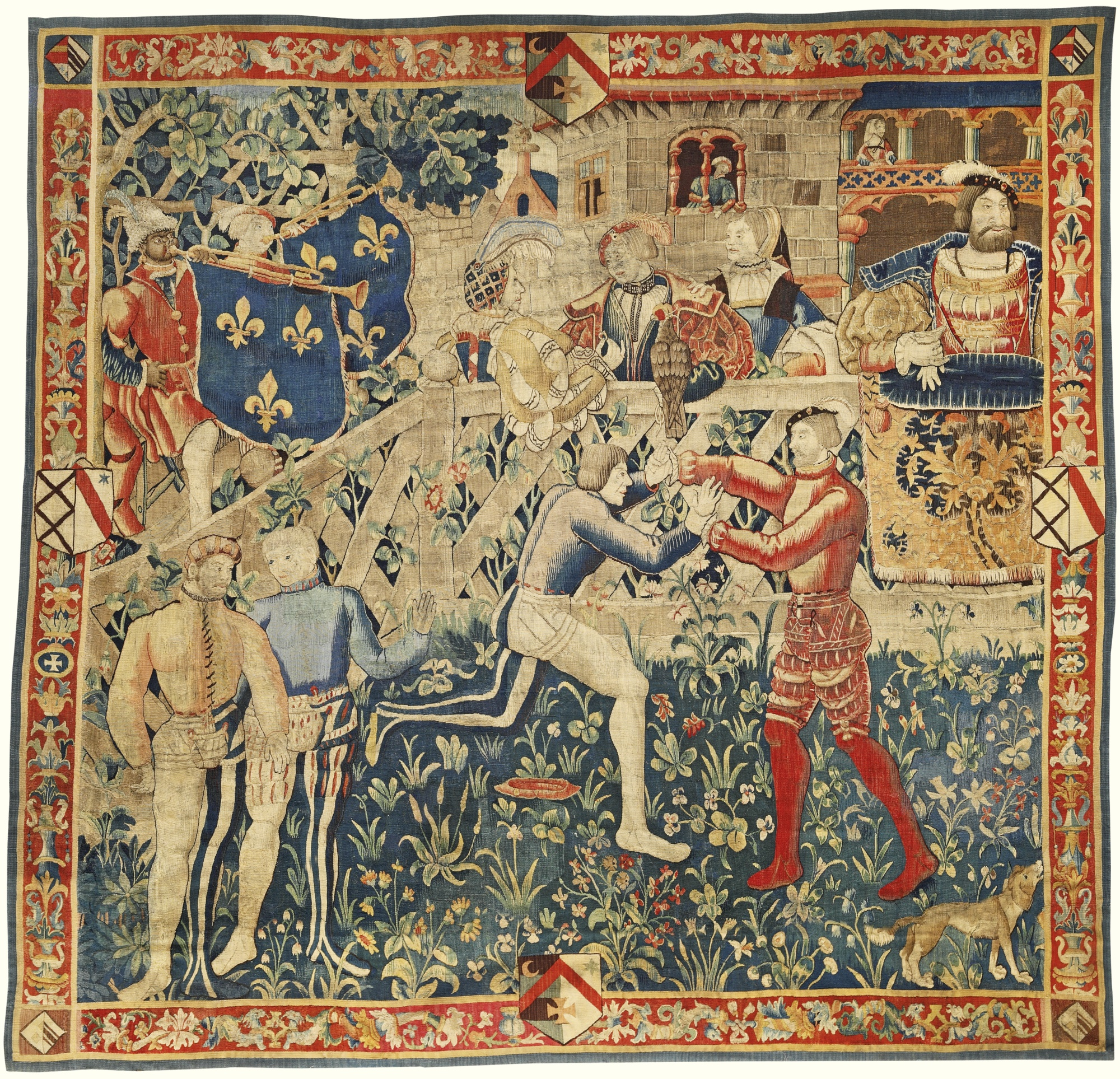
Henry VIII và Catalina tại sự kiện Camp du Drap d'Or.

Năm 1520, Hoàng đế Karl V đến nước Anh để thăm dì của mình, sau khi ông thành công thừa hưởng tước vị Hoàng đế La Mã Thần thánh sau cái chết của ông nội, Maximilian I. Trong dịp này, Catalina đề nghị một liên minh giữa Anh và Thánh chế La Mã, hơn là với Pháp. Sau đó vào ngày 7 tháng 6, Catalina cùng chồng mình được mời đến Pháp, dự một buổi tiệc cực kỳ xa xỉ của Quốc vương Francis I được gọi là Camp du Drap d'Or, cả hai dự định liên minh để chống lại Đế quốc Ottoman ở phía Đông, song lại không có hi vọng gì sau sự chạm trán đầy khó chịu giữa hai vị Quốc vương đầy tính cạnh tranh nhau về sự tiêu pha của mình. Một phần vì Francis đã nghe chuyện Hoàng đế Karl V đến gặp mặt Henry từ trước tại nước Anh và điều này khiến Francis tỏ ra nghi ngờ.
Buổi tiệc tốn 1 phần 7 số tiền Vương thất Anh kiếm được trong một năm, với 4,000 người và 2,000 ngựa phục vụ tháp tùng cho Quốc vương Henry VIII, còn 1,000 người và 8,00 ngựa phục vụ Vương hậu Catalina. Sau khi kết thúc vào ngày 24 tháng 6, hai vợ chồng về đến Calais, tại đây họ gặp tiếp Hoàng đế Karl V để bàn bạc kỹ về hôn nhân trong tương lai giữa Vương nữ Mary với Hoàng đế Karl V. Những năm sau, Hoàng đế Karl V đi vào cuộc chiến tranh với Pháp, sau khi nhà Habsburg có được liên kết với Bourgogne thông qua Marie I xứ Bourgogne - bà nội của Hoàng đế Karl V. Sự liên kết khiến liên minh giữa Anh và La Mã tiến vào thỏa thuận, lúc này hôn nhân giữa Henry VIII cùng Catalina tuy có rạn nứt vì chuyện FitzRoy, nhưng Henry VIII vẫn không có ý nghĩ hủy hôn vì năm 1519 cho thấy ông mua một phần mộ đôi trị giá £2.000 và định sẽ dùng như mộ chung của hai vợ chồng.

## Người thừa kế

### Quyền kế vị của Vương nữ Mary
Kể từ năm 1520, vấn đề không có nam duệ thừa kế khiến Henry cùng Catalina hết sức lo lắng, và điều này cũng là mối bận tâm của triều thần. Vào tháng 2 năm 1521, họ còn làm một cuộc hành hương đến Walsingham, một ngôi làng ở phía Bắc Norfolk để cầu xin Đức Mẹ Maria phù hộ. Việc Catalina liên tiếp sinh những đứa con chết yểu, cho đến nay có suy đoán là một trong hai nguyên nhân: Tiền sản giật hoặc bệnh thận mạn tính. Người dân nước Anh bắt đầu tuyệt vọng, điều này ảnh hưởng tâm trạng của Catalina, Henry lẫn triều đình Anh. Dù vậy, hai vợ chồng cùng triều đình vẫn hết sức nghĩ cách có một biện pháp, và Henry VIII đã rất lo lắng nếu phải chọn một biện pháp sẽ làm tổn thương hoặc không tôn trọng với Catalina, nhưng niềm hi vọng cho Catalina sinh thêm con đã không còn khi bà đã chạm gần 40 tuổi.
Một giải pháp khác là nhà Vua sẽ tái hôn khi ông góa vợ, nhưng chỉ có thể sau khi Catalina qua đời. Đồng thời, vợ chồng Catalina cùng triều đình tiến tới bàn luận hôn nhân trong tương lai với Hoàng đế Karl V của Thánh chế La Mã, và Catalina rất hài lòng vì chiều hướng này, nhưng Henry lại bắt đầu lo ngại một đứa cháu ngoại sẽ kế vị và thay đổi hoàn toàn "dòng máu Tudor" trên ngai vàng Anh - thứ mà ông mãi muốn giữ trọn. Trong thời gian đó, bỏ qua Henry Fitzroy là con ngoài giá thú, thì Edward Stafford, Công tước thứ 3 xứ Buckingham, có khả năng cao sẽ trở thành người được chọn cho ngai vàng, bởi vì mẹ ông là Katherine Woodville, em gái Elizabeth Woodville, do đó Buckingham cùng Henry VIII là họ hàng. Tuy nhiên vào năm 1521 thì Buckingham bị xử tử vì mưu phản, và có tin đồn cùng suy đoán rằng Henry VIII đã âm mưu vì ông không muốn bất kì ai ngoài con cháu của mình kế vị ngai vàng. Và dù dân chúng cùng triều đình lo lắng, Catalina cùng Henry vẫn lạc quan vì hôn nhân dàn xếp giữa Vương nữ Mary cùng Hoàng đế Karl tiến triển. Hồng y Thomas Wolsey đã soạn một hiệp định, quan trọng chỉ ra Vương nữ Mary có thể kế vị cha mình, nếu:
| “                                     | However, if the King of England passed away without a male heir and Princess Mary became Queen of England, the Emperor would not be entitled to any part of the dowry... If a male heir is born to the King of England, so that Princess Maria can not succeed him on the throne... . Tuy nhiên, nếu Quốc vương nước Anh qua đời mà không có nam duệ thừa kế, Vương nữ Mary sẽ trở thành Nữ vương của Anh, và Hoàng đế sẽ không được liên hệ bất kì điều gì trong của hồi môn... Và nếu một nam duệ thừa kế được sinh ra cho Quốc vương nước Anh, Vương nữ Mary sẽ không kế vị cha trên ngai vàng... | ” |
| — Hiệp ước giữa Karl V and Henry VIII | |   |

Câu dùng 「"Dowry"」 ở trên, là chỉ của hồi môn của Vương nữ Mary, của hồi môn trong thế giới Châu Âu có phạm vi khá rộng, ngoài tiền mặt thì còn có khi là thành trì, như trường hợp của Caterina de' Medici. Còn 「"Entitled"」 được dùng ở trên, nghĩa sát là "dính đến hay có quyền đạt đến (thứ gì đó)", chính là ám chỉ Hoàng đế Karl V sẽ không trở thành Quốc vương của nước Anh theo chế độ 「Jure uxoris」, hay "Quyền (của chồng) đến từ vợ" rất phổ biến tại nước Anh. Quyền này xảy ra khi một cô con gái thừa kế gia sản hay tước vị, vào lúc cưới chồng thì người chồng sẽ thường quản lý gia sản và có tước vị đăng đối với vợ, trên danh nghĩa quyền từ người vợ. Quốc vương Henry VIII không muốn ngai vàng Anh mất về tay nhà Habsburg mà chỉ duy trì quyền thừa kế của con gái là Mary, dĩ nhiên khi về sau ông không có con trai thừa kế. Hiệp định này cũng cho thấy vào thời gian ấy, Mary đã trở thành Heir presumptive (người thừa kế lâm thời) của Henry VIII.
Năm 1522, tháng 6, Henry VIII tuyên chiến với Pháp và bắt đầu xâm lược. Cũng vào lúc đó, Hoàng đế Karl V - với 2,000 tùy hầu cùng 1,000 ngựa - đã gặp vợ chồng Quốc vương Anh tại Greenwich. Và dù Hoàng đế của Thánh chế La Mã trên danh nghĩa đứng đầu giáo dân thay mặt Giáo hoàng, và họ hàng của Karl cũng lần lượt làm Giáo hoàng (một thầy giáo cũ là Giáo hoàng Ađrianô VI và một người nhà Medici là Giáo hoàng Clêmentê VII), nhưng Karl vẫn quyết định tôn trọng hai vợ chồng Vua nước Anh, thậm chí còn thể hiện ý quỳ gối nhận lời chúc phúc. Catalina bày tỏ 「"Chúng ta không chỉ liên hệ vì dòng dõi, mà còn là tình yêu thương"」, và Quốc vương Henry VIII cũng bắt đầu đối đãi và nói chuyện với Hoàng đế như con rể. Cuộc hôn nhân giữa Hoàng đế cùng Mary Tudor có thể nói đã được xem là chắc chắn trong thời điểm ấy. Nhưng theo luật Công giáo, tuổi nhỏ nhất để kết hôn là 12 tuổi, và Mary phải vào tháng 2 năm 1528 mới có thể đủ tuổi.
Thời gian này tương đối ngắn và có vẻ không làm Catalina hài lòng lắm, vì bà muốn tranh thủ bồi dưỡng con gái Mary như những gì mà mẹ bà, Nữ vương Isabel, đã từng tâm huyết khi dạy bà. Có thể nói Catalina có ảnh hưởng lớn đến nền giáo dục của con gái Mary, tuy nhiên bà rất ít khi trực tiếp giảng dạy mà đều là các gia sư cùng phó mẫu. Gia sư của Catalina, Juan Luis Vives, một nhà học thức uyên thâm rất ủng hộ tư tưởng xem trọng nữ học của bà, và ông viết nên The Upbringing of a Christian Woman (De institutione feminae christianae), công trình này chỉ ra những điểm mạnh và cần thiết khi một người phụ nữ được dạy dỗ, đặc biệt là những người phụ nữ trong tương lai phải đảm đương những vấn đề lớn. Không ai chắc Vives có trực tiếp dạy Vương nữ Mary hay không, nhưng ông dường như ảnh hưởng lên gia sư của Vương nữ là Thomas Linacre.

### Dàn xếp hôn nhân trục trặc
Dưới sự ủng hộ yếu ớt từ nước Anh, Thánh chế La Mã giành chiến thắng tại Trận Pavia vào ngày 24 tháng 2 năm 1525, bắt Quốc vương Francis I giam cầm và khiến mẹ của nhà Vua, Luisa của Savoia, thậm chí phải thỏa hiệp với Hoàng đế của Đế quốc Ottoman là Sultan Suleiman I để tìm cách cứu con trai mình. Sau thỏa thuận để chuộc lấy sự tự do, Francois I của Pháp phải đồng ý cưới chị gái của Hoàng đế Karl V là Leonor của Castilla, người khi ấy là Thái hậu của Bồ Đào Nha, vợ góa của Quốc vương Manuel I quá cố.
Ngày 30 tháng 3 cùng năm, Catalina đã viết thư chúc mừng Hoàng đế vì chiến thắng này. Quốc vương Henry VIII của Anh cảm thấy mình không có lợi khi dính vào liên minh này, nên sau khi chiếm được một phần phía Bắc của Pháp, ông quyết định ký hiệp ước hòa bình. Ngày 20 tháng 4, cuộc hôn nhân giữa Hoàng đế và Vương nữ Mary bước vào thảo luận, và Mary bắt đầu được hướng dẫn các môn học kiểu Tây Ban Nha. Giữa lúc đó, Hoàng đế Karl V đột ngột bỏ dự án này, thậm chí không thông báo cho triều đình nước Anh. Ông chính thức đính hôn với Isabel của Bồ Đào Nha vào tháng 7 cùng năm, sau khi phái Đại sứ đến nước Anh vào tháng 5 để thông báo quyết định hủy hôn ước với Anh.

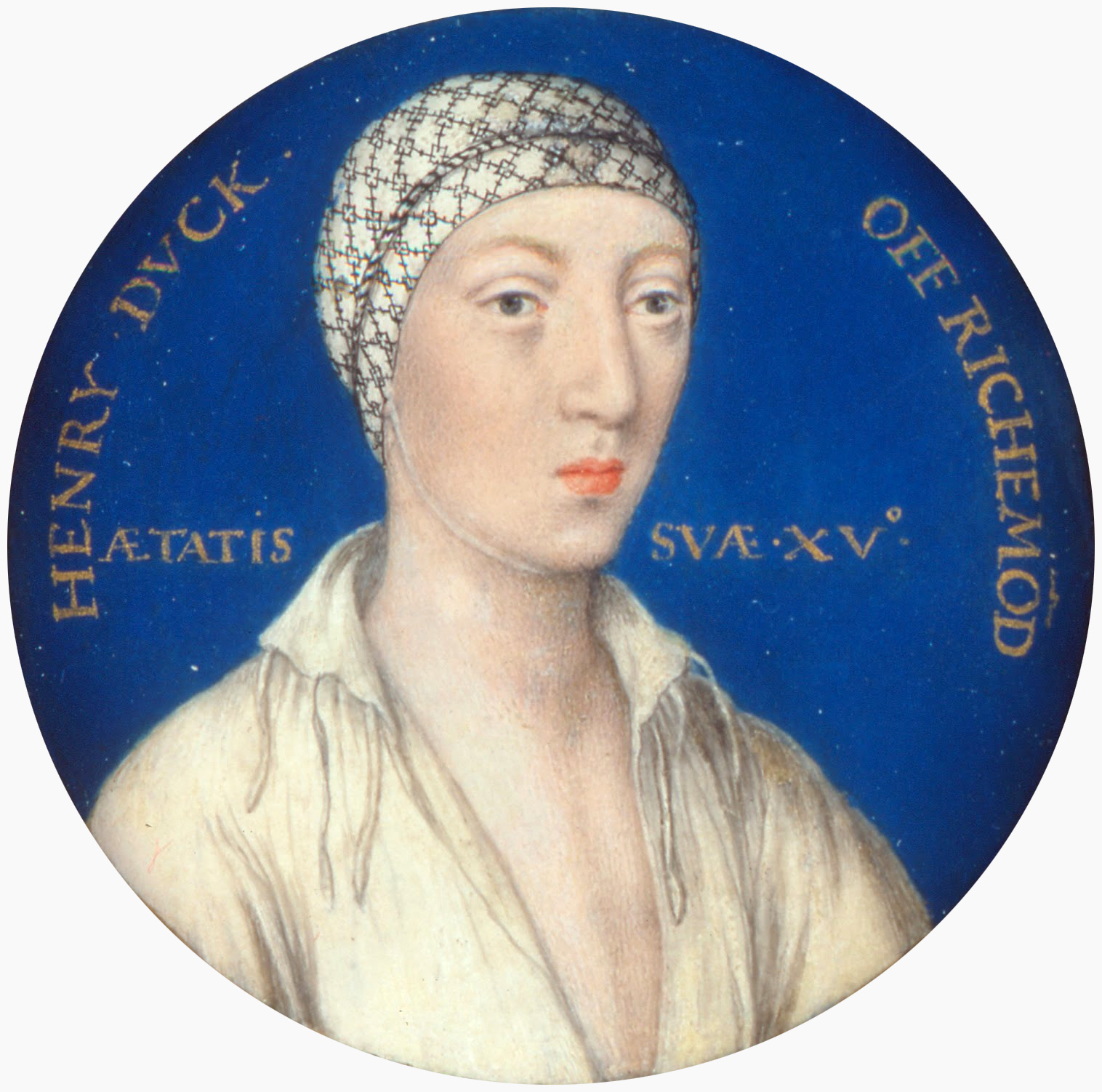
Tiểu họa Henry Fitzroy.

Sau việc đó, quan hệ của Quốc vương Henry VIII đối với Hoàng đế Karl V trở nên không thoải mái, hay phải nói là cực kỳ giận dữ. Điều này cũng ảnh hưởng đến chính bản thân Vương hậu Catalina, vì bà là dì của Hoàng đế. Henry VIII quyết định phong Hiệp sĩ theo cấp bậc huy chương danh dự 「Order of the Garter」 cho Henry FitzRoy vào ngày 7 tháng 6 cùng năm, và 2 tuần sau liền phong tước hiệu Công tước xứ Richmond - đất phong mà Henry VII từng được phong (nhưng chỉ là Bá tước), kèm theo đất phong ở Somerset, biến Fitzroy thành "Công tước của hai xứ sở", một trường hợp cực kỳ hiếm thấy với tước hiệu này, quan trọng hơn hết FitzRoy còn là con ngoại hôn. Điều này khiến Catalina cực kỳ phẫn uất, tương lai của bà chỉ còn đặt lên vai Mary. Trước đây, dù có như thế nào thì Catalina vẫn duy trì trạng thái điềm tĩnh, nhưng sau sự kiện này đã khiến bà thực sự đau buồn, thậm chí còn tỏ ra cáu gắt.
Tuy nhiên, Henry VIII vẫn chưa bỏ đi vị trí Trữ quân của Mary, ông bắt đầu dùng cách thức Thân vương xứ Wales để đãi con gái, Vương nữ Mary vẫn được gửi đến Ludlow tại xứ Wales và bắt đầu nhận "triều đình" của riêng mình gồm 165 người, cộng thêm người hầu thì là hơn 300 người. Catalina xem việc này của Henry VIII là một hành động "xác nhận" quyền thừa kế ngai vàng của Mary, và cả hai dần giải hòa vào mùa thu năm ấy. Việc Henry Fitzroy được gia phong Công tước một cách đột phá này, có khả năng là Henry VIII dự trù tương lai cho con trai, vì như vậy sẽ dễ dàng bàn định hôn nhân hơn.
Vào sinh nhật năm 40 tuổi mình vào tháng 12 năm đó, bà càng đi vào cuộc sống tôn giáo của mình và ít tham gia những bữa tiệc với Quốc vương. Có câu chuyện rằng, khi bà đi du thuyền cùng Juan Luis Vives, bà bày tỏ rằng bà sẽ chọn "Niềm đau vô hạn" hơn là "Niềm vui vô hạn", vì với niềm đau thì bản thân sẽ dự trù sự thoải mái, còn niềm vui mà vô hạn sẽ khiến bản thân lạc lối. Câu chuyện này đến ngày nay vẫn còn truyền tụng.

## The King's Great Matter

### Rắc rối từ nhiều phía

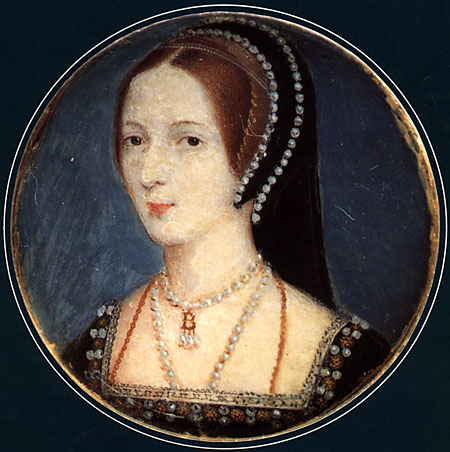
Anne Boleyn, đang khát vọng làm Vương hậu.

Vào khoảng mùa xuân năm 1526, Henry VIII bắt đầu để ý đến Anne Boleyn, em gái của một trong những Thị tùng của Catalina, đồng thời cũng là tình nhân của nhà vua, Mary Boleyn. Cả hai chị em nhà Boleyn đều là con gái Sir Thomas Boleyn, một nhà ngoại giao có tiếng đương thời. Trong khi Mary phóng đãng, khi trước còn là tình nhân của François I của Pháp, thì Anne lại là một người khôn ngoan trong nghệ thuật giao tiếp, xinh đẹp và thông minh, do đó khiến Vua Henry không thể cưỡng lại.
Người ta tin rằng Anne Boleyn đã kháng cự mời gọi của nhà vua vì không muốn trở thành tình nhân như chị mình, bà thường đến Lâu đài Hever để tránh sự dòm ngó của nhà vua. Tuy nhiên chỉ trong vòng 1 năm sau, nhà vua ngỏ lời cầu hôn và Anne chấp nhận, cả hai đều tự tin rằng việc nhà vua ly hôn với Vương hậu Catalina chỉ là vấn đề nhỏ. Sau 7 lần sinh nở với 6 lần chết non và sẩy thai, đến lúc này Vua Henry tin rằng cuộc hôn nhân giữa mình và Catalina là tội lỗi, vì theo Kinh Thánh thì việc này là trái đạo và phẩm đức của người phụ nữ. Và dù Catalina quả quyết mình vẫn còn là trinh nữ khi Arthur qua đời, thì Vua Henry vẫn dựa vào Kinh thánh để chỉ ra rằng chỉ việc kết hôn thôi đã là tội lỗi trong mắt Chúa trời, và đổ lỗi cho Giáo hoàng Giuliô II khi xưa đã "tiếp tay" cho việc này. Những điều này khiến ông muốn tiến hành tiêu hôn, và muốn trực tiếp tuyên bố Annulment việc hôn nhân giữa mình và Catalina. Lịch sử gọi đấy là 「The King's Great Matter」 hay "Đại sự của nhà Vua".
Ly hôn, trong ngôn ngữ Việt Nam hiện tại chỉ đến người chồng và người vợ đã hết hiệu lực về hôn nhân trên pháp lý và tiến hành chia tài sản. Tuy nhiên, trong ngôn ngữ Anh, tuy cùng được dịch thành ly hôn hay hủy hôn, nhưng ["Annulment"] rất khác so với ["Divorce"]. Theo "Annulment", thì hôn nhân giữa hai người đã bị xem là không tồn tại, những người con của hai người sẽ bị xem là con ngoại hôn, còn "Divorce" lại xem cả hai đã từng kết hôn và chỉ thực hiện việc phân ly tài sản cùng nghĩa vụ chăm sóc con cái, những người con từ "Divorce" vẫn được xem là con hợp pháp của một hay cả hai người. Và trong trường hợp của Vua Henry, nhà vua muốn "Annulment" cuộc hôn nhân với Catalina, khiến cho con của hai người, Mary, sẽ thành con ngoại hôn (nói thô tục là con hoang) nếu thực sự được chấp nhận.
Việc muốn hủy hôn của Henry VIII với Catalina trở thành một chủ đề lớn và trọng đại bậc nhất lịch sử Anh, việc mà có lẽ bản thân nhà vua cũng không ngờ tới. Điều này càng trở nên gay gắt khi Catalina được nhà vua bí mật gợi ý việc đi tu vào một Tu viện nào đó, bà đã cảm thấy bị xúc phạm và đáp lại:「"Chúa chưa hề kêu gọi ta vào Nữ tu viện. Ta là người vợ đúng nghĩa và hợp pháp của Đức vua!"」. Không tiếp nhận sự đồng tình từ bà, Henry VIII quyết định tìm kiếm một chút sự hợp pháp qua Tòa Thánh, mà đại diện của ông là Hồng y Thomas Wolsey sắp đặt. Ban đầu, nhà vua phái thư ký của mình là William Knight đến gặp Giáo hoàng Clement VII để yêu cầu hủy hôn với Catalina, với lý do nền tảng là chất vấn sai lầm của Giáo hoàng Julius II khi xưa. Giáo hoàng Clement VII khi ấy là tù nhân của cháu của Catalina, Hoàng đế Karl V, sau cuộc Cướp phá thành Rome năm 1527, do đó Knight rất khó tiếp cận ông. Do vậy, Henry VIII đành phải đặt chuyện "Đại sự" này vào tay Wolsey, một vị Hồng y tham vọng, tìm thấy cơ hội ảnh hưởng của mình nếu sự việc thành công, nên chấp nhận tìm mọi cách để nhà vua vui lòng.

### Legatine Trial

Minh họa "Trial of Catherine of Aragon".

Căn cứ theo kế hoạch và ý nguyện của Henry VIII, Hồng y Wolsey đã triệu tập một Hội đồng tôn giáo, với không ít người của mình và 1 đại diện của Giáo hoàng Clêmentê VII. Sau đó, Hội đồng do Wolsey đứng đầu ra giấy báo yêu cầu Henry VIII và chính Catalina phải đến nhận sự xét xử. Giáo hoàng vì không muốn bất kỳ quyết định nào làm ảnh hưởng nước Anh hay nền chính trị trên thế giới lúc ấy, nên đã gọi người đại diện của mình về. Không rõ bao nhiêu phần là vì Hoàng đế Karl V ảnh hưởng lên Giáo hoàng trong quyết định này, nhưng rất hiển nhiên mà Quốc vương Henry VIII tin rằng Giáo hoàng không muốn chấp nhận hủy hôn là vì Catalina của Aragón là dì của Hoàng đế Karl V của Thánh chế La Mã.
Vào lúc ấy, Giáo hoàng Clêmentê VII không muốn chọc giận cả Hoàng đế và Vua Anh, nên trì hoãn sự việc đến 3 tháng. Việc kéo dài này khiến Vua Henry và Anne Boleyn tức điên, và nhà vua bắt đầu tin Wolsey không thật sự trung thành với mình. Sau nhiều lần Wolsey liên lạc và thuyết phục, Giáo hoàng Clêmentê VII quyết định ủy cho 2 người giải quyết: bản thân Wolsey và Hồng y Lorenzo Campeggio. Nhưng Hồng y Campeggio đến rất muộn, để đến tháng 6 năm 1529, khiến cho sự việc càng thêm lơ lửng. Sau đó, có một cuộc "phán xét" do Wolsey đứng đầu diễn ra, và sự biên diễn này của Wolsey thất bại nặng nề với thái độ quả quyết của Catalina, đồng thời Vua Henry còn bị Giáo hoàng ra luật cấm tái hôn bất kỳ trường hợp nào cho đến khi có quyết định từ Tòa Thánh.
Sự kiện này được gọi là 「Legatine Court」 hay 「Legatine Trial」 trong lịch sử nước Anh, đây được nhìn nhận là một trong những dấu mốc quan trọng nhất không chỉ của Catalina mà còn với nước Anh.
Thời gian diễn ra sự việc là vào ngày 21 tháng 6 năm 1529 tại Blackfriars, sau khi Hồng y Campeggio đến để giải quyết việc ly hôn này, với tư cách là người đại diện của Giáo hoàng. Trước đó, vào ngày 18 tháng 6, nhà vua và Catalina được triệu tập đến tòa án. Nhà vua đã phái đặc viên Richard Sampson cùng Dr John Bell, nhưng Catalina quyết định tự mình xuất hiện cùng các Thị tùng và một Giám mục, người được chọn để thay bà nói chuyện với tòa án. Henry Ansanger Kelly giải thích rằng Catalina đã rất khôn ngoan khi "nhận thấy rõ điều căn bản rằng, việc bà ở đó và nói bất kỳ điều gì cũng khiến các thẩm phán này lấy đó làm bằng để đưa ra các phán quyết bất lợi. Và điều này cũng không làm giảm đi những tác động ảnh hưởng lên Giáo hoàng". Bà nhận thấy rõ cả hai thẩm phán này đều là người thân cận của nhà vua, cũng như thấy sự bất thường của phiên tòa này trong khi vấn đề vẫn chưa được giải quyết trọng yếu ở thành Roma. Sau đó, phiên tòa đã thu nhận kháng nghị của Catalina, và đến ngày 21 sắp tới sẽ cho bà câu trả lời.
Đến ngày 21 tháng 6 năm ấy, Vua Henry VIII cùng xuất hiện với Catalina tại phiên tòa. Theo như lời của George Cavendish - một người phụ tá cho Hồng y Wolsey, nhà vua mặc một bộ trang phục long trọng, còn Vương hậu thì ngồi ở một chỗ xa và thấp hơn nhà vua. Những người tham gia cuộc phán xử này, gồm Stephen Gardiner là người ghi lại biên bản, Đại Giám mục Canterbury là William Warham, cùng Richard Sampson và Thomas Abel là cố vấn cho nhà vua, trong khi Giám mục Rochester là John Fisher cùng Giám mục St Asaph là Cuthbert Tunstall đều đại diện cố vấn cho Vương hậu. Người ủy nhiệm của Giáo hoàng, đã đọc biên bản chính thức bắt đầu phán xử, cùng lời triệu gọi dành cho nhà vua: ["King Henry of England, come into the court"]. Vua Henry VIII vào và đáp lại: ["Here, my lords"]. Sau đó, lại hô gọi Vương hậu Catalina vào: ["Catherine, Queen of England, come into the court"]. Không đáp lại như nhà vua, Catalina chỉ biểu thị sự hiện diện của mình khi bước vào tóa án, đối diện với nhà vua và quỳ xuống. Vào lúc này, theo học giả David Starkey, Catalina đã làm một bài diễn văn mà đời sau gọi là "the speech of her life", nội dung như sau:
Sir, I beseech you for all the loves that hath been between us, and for the love of God, let me have justice and right, take of me some pity and compassion, for I am a poor woman, and a stranger born out of your dominion. I have here no assured friend, and much less indifferent counsel. I flee to you as to the head of justice within this realm.
Alas! Sir, wherein have I offended you, or what occasion of displeasure? Have I designed against your will and pleasure; intending (as I perceive) to put me from you? I take God ansd all the world to witness, that I have been to you a true, humble and obedient wife, ever comfortable to your will and pleasure, that never said or did any thing to the contrary thereof, being always well pleased and contented with all things wherein you had any delight or dalliance, whether it were in little or much. I never grudged in word or countenance, or showed a visage or spark of discontentation. I loved all those whom ye loved, only for your sake, whether I had cause or no, and whether they were my friends or my enemies. This twenty years I have been your true wife or more, and by me ye have had divers children, although it hath pleased God to call them out of this world, which hath been no default in me.
And when ye had me at first, I take God to my judge, I was a true maid, without touch of man. And whether it be true or no, I put it to your conscience. If there be any just cause by the law that ye can allege against me either of dishonesty or any other impediment to banish and put me from you, I am well content to depart to my great shame and dishonour. And if there be none, then here, I most lowly beseech you, let me remain in my former estate and receive justice at your hands. The King your father was in the time of his reign of such estimation thorough the world for his excellent wisdom, that he was accounted and called of all men the second Solomon; and my father Ferdinand, King of Spain, who was esteemed to be one of the wittiest princes that reigned in Spain, many years before, were both wise and excellent kings in wisdom and princely behaviour. It is not therefore to be doubted, but that they elected and gathered as wise counsellors about them as to their high discretions was thought meet. Also, as me seemeth, there was in those days as wise, as well learned men, and men of as good judgment as be at this present in both realms, who thought then the marriage between you and me good and lawful. Therefore it is a wonder to hear what new inventions are now invented against me, that never intended but honesty. And cause me to stand to the order and judgment of this new court, wherein ye may do me much wrong, if ye intend any cruelty; for ye may condemn me for lack of sufficient answer, having no indifferent counsel, but such as be assigned me, with whose wisdom and learning I am not acquainted. Ye must consider that they cannot be indifferent counsellors for my part which be your subjects, and taken out of your own council before, wherein they be made privy, and dare not, for your displeasure, disobey your will and intent, being once made privy thereto.
Therefore, I most humbly require you, in the way of charity and for the love of God – who is the just judge – to spare me the extremity of this new court, until I may be advertised what way and order my friends in Spain will advise me to take. And if ye will not extend to me so much indifferent favour, your pleasure then be fulfilled, and to God I commit my cause!"
Nội dung của lời diễn văn dài này, là để khẳng định địa vị không sai sót nào của mình khi làm Vương hậu, và thêm khẳng định rằng bà vẫn còn là trinh nữ trước khi kết hôn với Vua Henry VIII - lý do chính yếu khiến nhà vua muốn ly hôn với bà.
Sau khi nói xong, Catalina đứng lên, nhún trước nhà Vua khá từ tốn và bước ra khỏi tòa án, mặc cho Hồng y Wolsey cố gắn ngăn cản bà và ép bà ngồi xuống để tiếp tục cuộc phán xét này. Bà đáp lại rằng: ["Cứ tiếp tục việc của các người. Đây không phải là một phiên tòa công bằng dành cho ta, nên ta cũng chẳng phí thời giờ mà nán lại đây!"]. Sau khi bà đi khỏi, Vua Henry VIII sau mấy phút ngưng thần, đáp lại tòa án với lời nói mà ông đã nói vào năm 1528 tại Cung điện Bridewell khi trước. Cơ bản là tán dương đức tính của Catalina. Việc này khiến Hồng y Wolsey đứng trước nguy cơ là khơi mào cho một phiên tòa ngớ ngẩn, ông ta quay sang nhà vua và xin hãy xác nhận ông ta không phải là "kẻ chủ mưu và khơi mào cho chuyện này", nhưng Vua Henry VIII đáp lại với đầy sự cảnh cáo: ["Này, ngài Hồng y, ta có thể tha thứ cho ngài vào lúc này. Đừng nên chống lại ta"].
Thất bại ê chề, Hồng y Wolsey bị nhà vua nghi ngờ và căm ghét cho sư việc ngớ ngẩn này của mình. Sau đó, ông liên tục bị bãi miễn toàn bộ chức vị từ năm 1529, dần mất đi vị thế của mình tại Anh. Sau phiên tòa thảm hại, Anne Boleyn, người thèm khát ngai vị Vương hậu, từ đồng minh với Wolsey, nay lại bắt đầu thù ghét Wolsey và tìm cách hạ bệ Wolsey cho sai lầm của mình. Đến khi Wolsey bí mật muốn lấy lòng Giáo hoàng mà lên kế hoạch đày ải Anne Boleyn rời khỏi nước Anh, Vua Henry bắt giữ ông và phán vào tội phản quốc. Ông cũng qua đời không lâu, được cho là bị Vua Henry ép phải tự sát.

### Sự đày ải và những người ủng hộ
Một năm sau (1530), Catalina bắt đầu bị ly khai khỏi triều đình, toàn bộ phòng ốc của bà được để cho Lady Anne Boleyn. Và năm tiếp theo, 1531, Catalina đã viết thư cho Hoàng đế Karl V rằng:
| “                                                  | My tribulations are so great, my life so disturbed by the plans daily invented to further the King's wicked intention, the surprises which the King gives me, with certain persons of his council, are so mortal, and my treatment is what God knows, that it is enough to shorten ten lives, much more mine. . Nỗi đau của dì quá lớn lao, cuộc sống của dì trôi qua trong dày vò vì những kế hoạch thúc đẩy ý định xấu xa của nhà Vua. Những điều ngạc nhiên mà nhà Vua dành cho dì, cùng với những kẻ nào đó trong Hội đồng, quả thật là cay độc. Những gì mà nhà Vua đối xử với dì, có Chúa chứng giám, rất dễ dàng đoạt đi 10 mạng sống bình thường khác, thế mà chẳng là gì so với sự cay độc cho dì. | ” |
| — Catalina của Aragón viết thư cho Hoàng đế Karl V | |   |

Khi Đại Giám mục của of Canterbury là William Warham qua đời, một Giáo sĩ làm việc cho nhà Boleyn tên Thomas Cranmer đã được đưa vào thay thế và tiếp tục cùng Vua Henry ngầm tiến hành việc ly hôn với Catalina, mực tiêu đưa Anne Boleyn lên làm Vương hậu.
Vào lúc vụ việc của Catalina xảy ra, John Fisher là một trong những người khuyên can nhà vua, đồng thời là người ủng hộ bà nhiều nhất. Khi ông trở thành người đại diện của Giáo hoàng trong triều vì vụ án của bà, ông đã khiến Hội đồng ngạc nhiên vì lời lẽ cực kỳ thẳng thắng, chỉ trích sự suy đồi của nhà vua, y hệt như Thánh Gioan Baotixita, ông đã rất sẵn sàng đón nhận cái chết để bảo vệ cuộc hôn nhân này. Vua Henry đã rất tức giận khi viết thư đáp lại cho Fisher, bức sao chép lại phúc đáp của Fisher dành cho lá thư của nhà vua vẫn còn được giữ lại ngày nay, có thể thấy rõ ông chẳng hề sợ hãi bất kì điều gì từ nhà vua. Và tuy thành Rome đã kết thúc sự đại diện của Fisher sau thất bại của Wolsey, nhưng Henry VIII không bao giờ tha cho ông.
Ngoài Jisher, những người ủng hộ Catalina trong việc này còn có nhiều nhân vật có địa vị hoặc vang danh trong lịch sử, là Đại Chưởng ấn Thomas More, em gái ruột của nhà vua là Vương nữ Mary, Thị tùng người Tây Ban Nha của Catalina là María de Salinas, Hoàng đế Karl V của Thánh chế La Mã, người đứng đầu Công giáo là Giáo hoàng Phaolô III, cùng hai nhà hoạt động cải cách Tin Lành trứ danh, Martin Luther và William Tyndale.

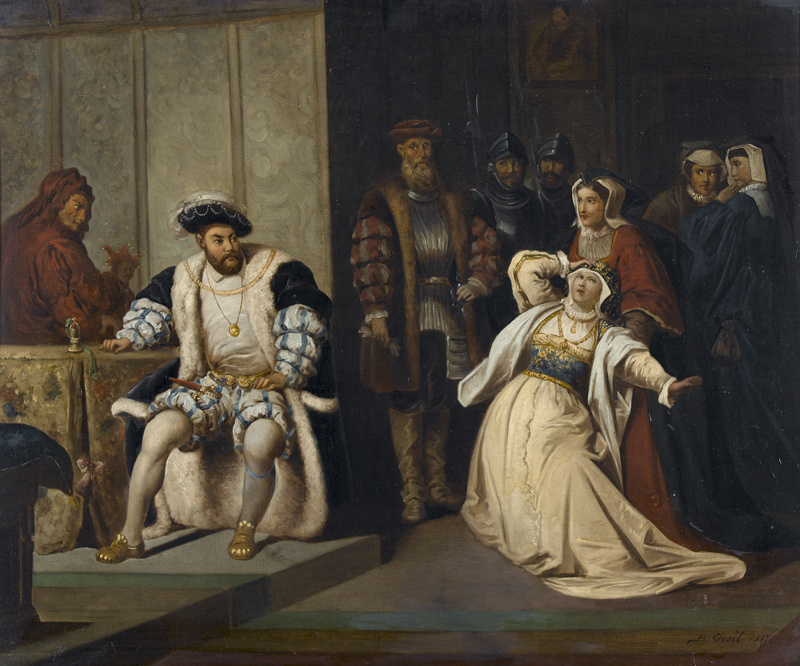
Bức tranh "Henry VIII and Catherine", vẽ bởi họa sĩ B Treil, thế kỉ 19
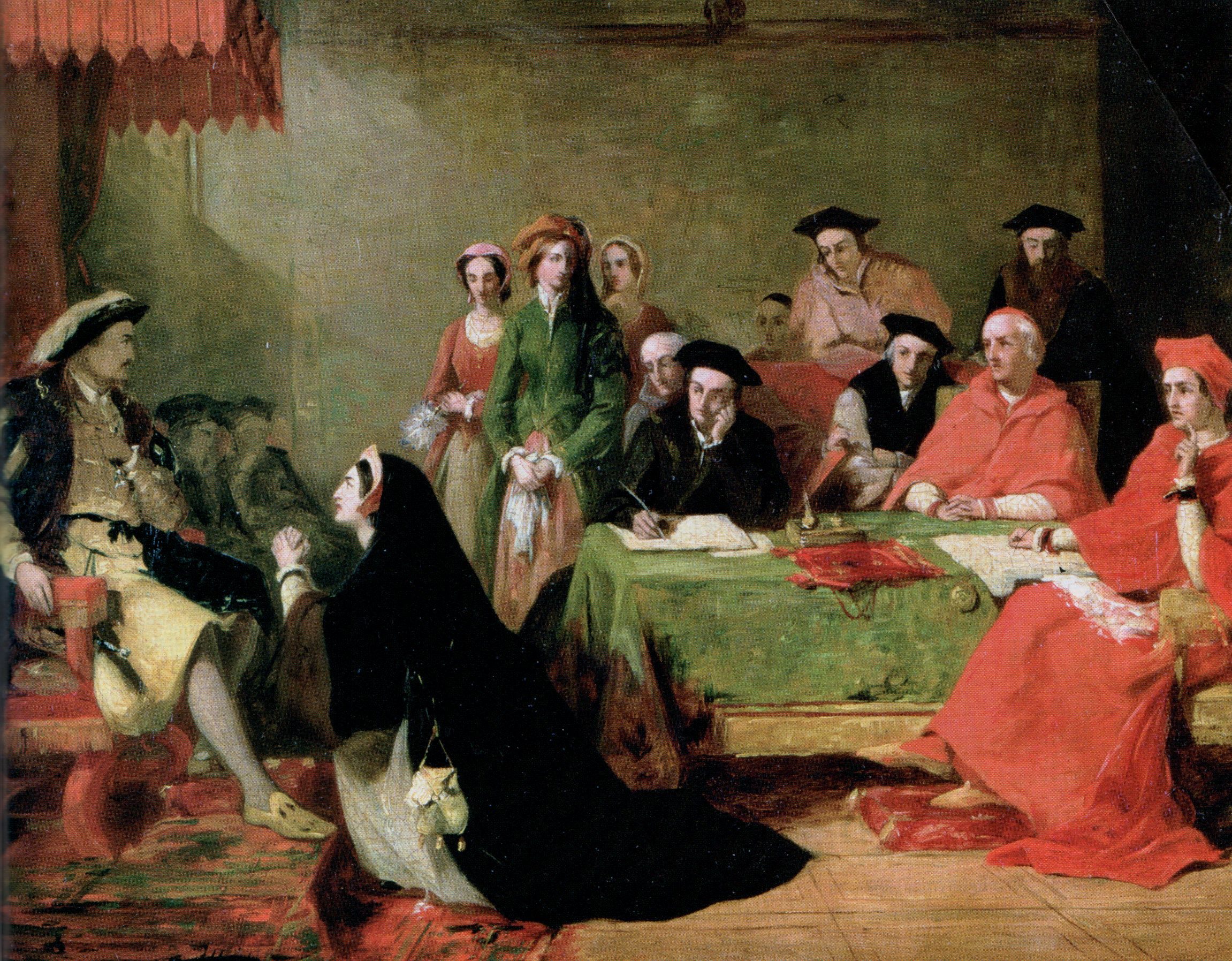
Tranh vẽ thể hiện Catherine cầu xin vua Henry VIII trong phiên tòa, vẽ bởi Henry Nelson O'Neil, thế kỉ 19
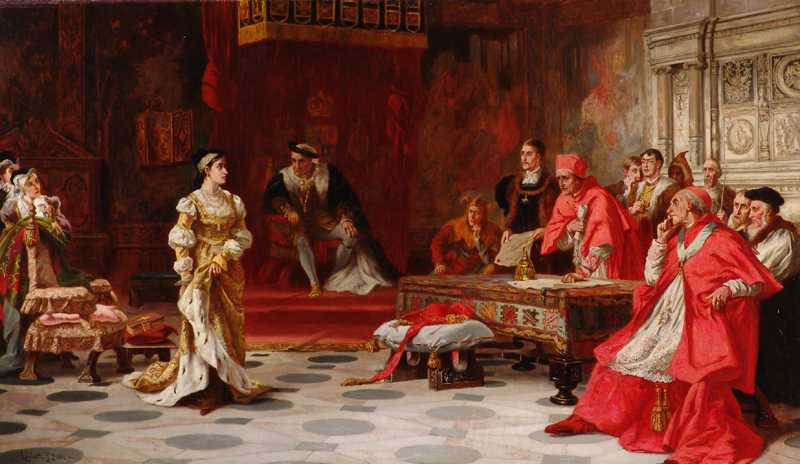
Bức tranh "Katherine of Aragon Denounced Before King Henry VIII and His Council" của họa sĩ Laslett John Pott, thế kỉ 19

## Cuối đời
Năm 1532, sau khi trở về Dover từ Calais, Henry VIII và Anne Boleyn bí mật kết hôn vào ngày 14 tháng 11, Anne ngay lập tức mang thai. Vào đầu năm sau (1533), ngày 25 tháng 1, để cho hôn nhân giữa Vua Henry và Catalina chính thức bị xem là phạm pháp, Anne và nhà Vua đã tổ chức một buổi lễ long trọng hậu đám cưới ở London. Vua Henry tuyên bố bảo vệ cuộc hôn nhân này bằng cách chỉ điểm rằng Catalina và Arthur đã từng kết hôn, và nếu cả hai đã động phòng, điều mà nhà vua quả quyết bất chấp lời biện hộ của Catalina, thì nhà vua có quyền tái hôn bất kỳ lúc nào.

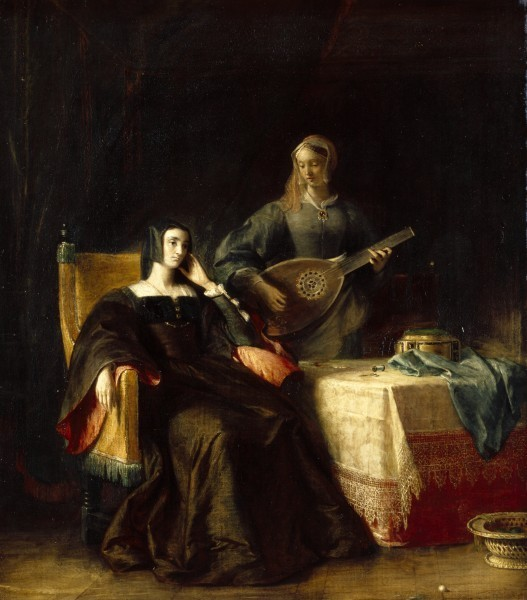
Catalina của Aragon những năm cuối đời, minh họa thế kỉ 19.

Ngày 23 tháng 5 cùng năm, Thomas Cranmer thăng tọa Hội nghị tại Tu viện Dunstable, tuyên bố hôn nhân giữa Henry VIII và Catalina đã không còn giá trị. Sau đó 5 ngày, tức ngày 28 tháng 5, Cranmer tuyên bố hôn nhân giữa Henry VIII và Anne Boleyn chính thức có hiệu lực. Mặc dù vậy, từ đây đến tận khi qua đời, Catalina vẫn tự xưng mình là Vương hậu hợp pháp duy nhất, và không công nhận danh vị của Anne Boleyn. Vua Henry VIII, không chấp nhận sự cứng rắn này của Catalina, chỉ xưng bà là 「Dowager Princess of Wales」, tức "Vương thái phi xứ Wales", trong trường hợp này đã xác định rõ Catalina chỉ là góa phụ của anh mình.
Khoảng thời gian này, vào mùa đông, bà chuyển đến Dinh thự The More, rồi lại Lâu đài Buckden, và đến năm 1535 thì bà lại chuyển sang Lâu đài Kimbolton, tại vùng Kimbolton, thuộc địa phận Huntingdonshire của Cambridgeshire, miền Đông của nước Anh. Từ đây đến khi qua đời, bà được ghi nhận không bao giờ rời khỏi Lâu đài, trong phòng bà mặc một áo bằng vải tóc (cilice) dành cho các Tín đồ dòng Phan Sinh, bà cầu nguyện và thường xuyên ăn chay. Từ khi bị điều đi khỏi triều đình Anh, Catalina bị cấm không được qua lại với con gái Mary, kể cả viết thư, mặc dù những người hầu và trung gian đã rất thông cảm với tình trạng của hai mẹ con mà vẫn lén lút giúp họ chuyển thư từ cho nhau. Nhận thấy như vậy, Vua Henry cho họ cơ hội có thể gặp nhau và sống cùng nhau, miễn rằng cả hai đều phải công nhận danh vị của Anne Boleyn. Và dù rất yêu thương nhau cùng sự xa cách dày vò cả hai, nhưng cả hai mẹ con Catalina đều nhất quyết không đồng ý.
Vào khoảng tháng 12 năm 1535, Catalina cảm mấy mình đang hấp hối, nên viết di chúc cho cháu trai là Hoàng đế Karl V, chủ yếu là gửi gắm Mary cho ông. Ngoài ra, có một bức thư được cho là chính bà viết để gửi cho Henry VIII, người mà bà gọi là "Most dear Lord and husband" (tức "Người chồng và chúa tể kính mến"). Nội dung:
My most dear lord, king and husband,
The hour of my death now drawing on, the tender love I owe you forceth me, my case being such, to commend myself to you, and to put you in remembrance with a few words of the health and safeguard of your soul which you ought to prefer before all worldly matters, and before the care and pampering of your body, for the which you have cast me into many calamities and yourself into many troubles. For my part, I pardon you everything, and I wish to devoutly pray God that He will pardon you also. For the rest, I commend unto you our daughter Mary, beseeching you to be a good father unto her, as I have heretofore desired. I entreat you also, on behalf of my maids, to give them marriage portions, which is not much, they being but three. For all my other servants I solicit the wages due them, and a year more, lest they be unprovided for. Lastly, I make this vow, that mine eyes desire you above all things.
Katharine the Quene.
Tác giả của bức thư này đến nay vẫn không chắc chắn, bởi vì dựa vào tính cách và sự quyết liệt của Catalina, thì lời lẽ bức thư này lại quá cầu khẩn và cảm thấy hối lỗi. Bên cạnh đó, bức thư cũng có nhiều dị bản khác nhau, càng cho thấy rất có khả năng là phóng tác.
Ngày 7 tháng 1 năm 1535, Catalina của Aragón qua đời tại Lâu đài Kimbolton, thọ 50 tuổi. Hôm ấy, María de Salinas đến và chăm sóc bà, sau khi thực hiện thú tội trước Chúa và được sức dầu thánh được gọi là 「Anointing of the sick」. Ngày hôm sau, khi tin tức về cái chết của bà truyền đến tai Henry VIII, thì cũng lại có tin bà bị đầu độc, và người thực hiện có khả năng là Gregory di Casale. Khi nhận được tin, Henry và Anne đã vui mừng khôn xiết, và sang ngày hôm sau nữa thì cả hai đều bận trang phục màu vàng, biểu tượng của hân hoan tại Anh, và tổ chức một bữa tiệc linh đình. Việc làm này của cặp đôi đã bị nhiều sử gia phỉ nhổ và ghê tởm. Trong khi đó, lại có thuyết rằng ở Tây Ban Nha, màu vàng là biểu tượng của tang tóc, trái ngược với màu đen, do vậy có ý kiến cho rằng Anne và nhà vua đã thực sự đang để tang Catalina. Nhưng lý do biện hộ này rất khiên cưỡng, và hành động này của Anne Boleyn được cho là để giảng hòa với con gái của Catalina là Mary. Trước điều đó, Mary cự tuyệt gay gắt, vì cô cho rằng cái chết của mẹ mình liên quan đến hai vợ chồng, có khả năng Catalina đã bị đầu độc bởi Henry hoặc Anne. Khi khám nghiệm tử thi của Catalina, các nhà khoa học phát hiện phần tim của bà bị tái đen, sau khi xét nghiệm thì đưa ra kết luận đây là dấu hiệu của ưng thư tim thay vì đầu độc.
Vào ngày 29 tháng 1 năm ấy, Catalina của Aragón được an táng vào Nhà thờ chính tòa Peterborough. Tang lễ diễn ra khá đơn sơ và kín đáo bởi vì địa vị "Vương thái phi xứ Wales" của bà, nên tang lễ cũng không phải dành cho một Vương hậu. Quốc vương Henry VIII thậm chí còn cấm Mary đến dự tang lễ của mẹ mình.

## Di sản

### Sự tưởng niệm
Và dù là người Công giáo cũng như là một Infanta ngoại quốc, Catalina của Aragón vẫn được dân chúng Anh yêu mến tận khi bà đã qua đời. Cuốn sách "The Education of Christian Women" của Juan Luis Vives chỉ ra rằng, Catalina có công sức và tận tâm tạo tiền đề cho việc giáo dục của phụ nữ, và cũng chính cuốn sách đã chỉ ra rằng Vương hậu Catalina của Aragón đã tạo nên quyền lợi này.

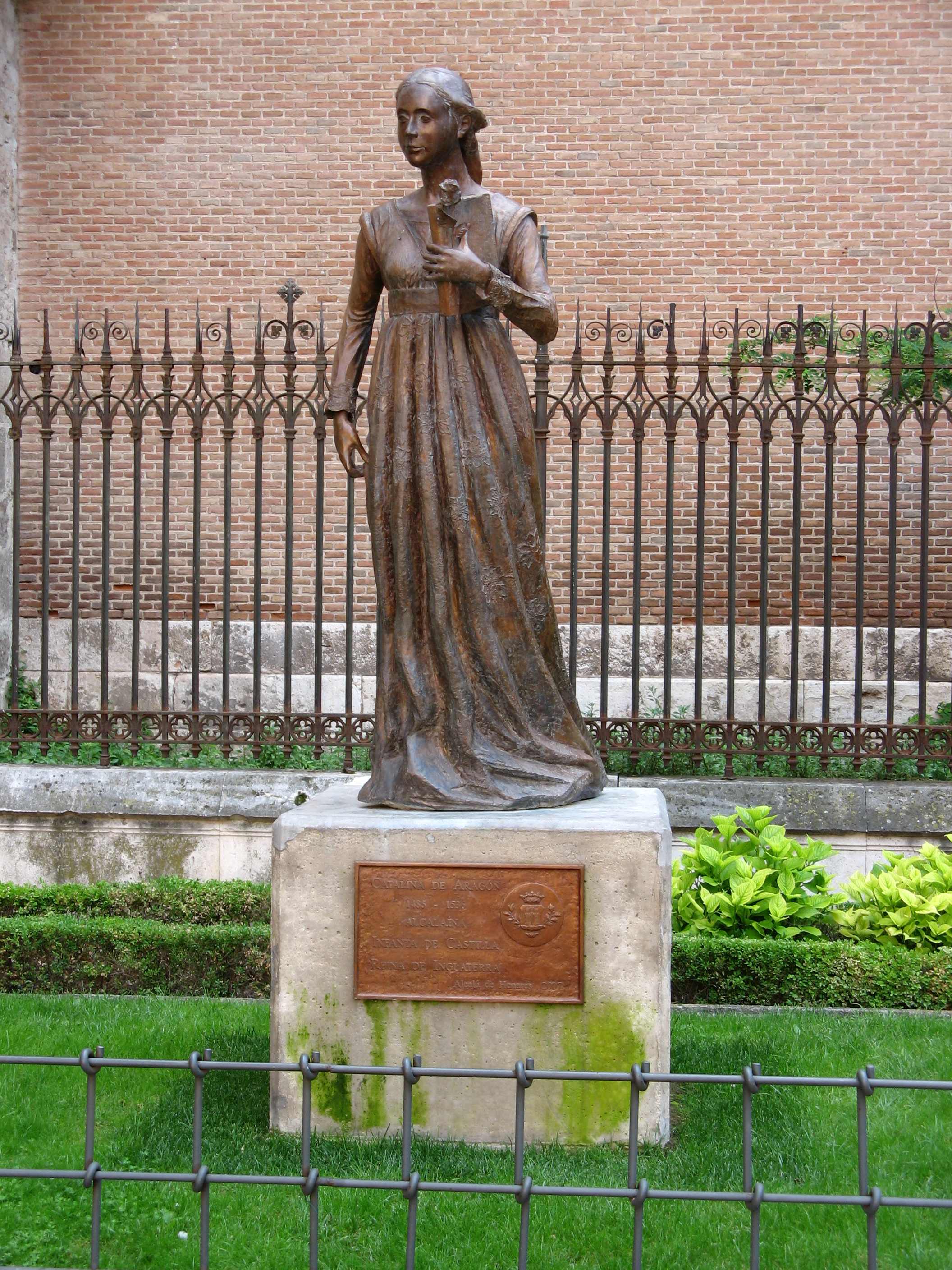
Một bức tượng lưu niệm Catalina của Aragón tại Alcalá de Henares.

Một đối thủ chính trị của bà, Thomas Cromwell, đã nói rằng:「"Nếu không phải chỉ vì là phụ nữ, bà ấy có thể vượt qua tất cả người anh hùng trong lịch sử"」. Cũng trong sự kiện Evil May Day vào năm 1517, chính Catalina đã bảo vệ công khai những người phá rối trong vụ việc, vì gia đình họ. Bà cũng được kính trọng rộng rãi khi là người khởi xướng một chương trình quy mô cứu tế những người dân nghèo. Bên cạnh đó, sự phục hưng của chủ nghĩa nhân đạo cũng khởi đầu bởi Catalina, khi bà có vai trò bảo hộ những người dẫn đầu chủ nghĩa này tại Anh, bao gồm Desiderius Erasmus lẫn Thomas More, cả hai người đều kính trọng Catalina và xem bà là một người tử vì đạo.
Trong thời kỳ trị vì của con gái bà, Mary I của Anh, Catalina được đính chính lại tính chính danh cuộc hôn nhân với Henry VIII, được định hình là "tốt đẹp và có giá trị", sau một thời gian bị hạ nhục bởi Henry VIII và Anne Boleyn. Nữ vương Mary cũng huy động các họa sĩ vẽ lại những tấm chân dung về bà, trong phương diện tôn giáo hoặc tranh chân dung. Đặc biệt, sự kiện ["Legatine Trial"] là sự kiện quan trọng trong đời Catalina đã được nghiên cứu và minh họa lại trong vô số đề tài tranh ảnh về sau, cũng trở thành đề tài tranh luận của những sử gia và những người làm nghệ thuật. Và vở kịch nổi tiếng của William Shakespeare về Henry VIII cũng tái hiện một cách chính xác như vậy. Chính Shakespeare đã nói về Catalina là 「The queen of earthly queens」, nghĩa là "Queen của tất cả các vị Queen trần tục", nhằm ca ngợi sự vượt trội của bà trong số các Vương hậu hay Nữ vương vào thời điểm ấy. Mộ của bà tại Nhà thờ chính tòa Peterborough, về sau luôn trong tình trạng trang hoàng rực rỡ và luôn đầy hoa của những người thăm viếng, có một số lại tặng quả lựu - đây là do là một phần trên huy hiệu của gia đình cha mẹ bà. Những năm liên tiếp, hàng trăm cuộc tưởng niệm Catalina diễn ra tại khu vực nhà thờ như thông lệ. Vào thế kỷ 20, Mary xứ Teck, vợ của Vua George V của Anh đã cho tu sửa lại một cách quy mô cho mộ của Catalina, cũng cho chỉ định lại danh dự đáng có của bà khi cho sửa lại đề mục trên phần giới thiệu của Catalina là 「"Queen of England"」.
Như là một hoạt động danh dự và quy mô nhất vào mỗi năm tại Peterborough, có những lễ cầu siêu để tưởng niệm bà. Một chuỗi những hoạt động quy mô như cầu nguyện, giễu hành và các cuộc hành hương lớn diễn ra với sự chủ trì của người điều hành Peterborough nhằm vinh danh bà, và trong những dịp này, hoa, quả lựu và nến đều được thắp lên hoặc để lên mộ phần của bà. Vào lần kỉ niệm thứ 470 ngày mất của Catalina, Đại sứ Tây Ban Nha đã đến Vương quốc Liên hiệp Anh để tham dự. Những năm 2010, lời trần tình của bà tại "Legatine Trial" được diễn thuyết quy mô bởi nữ diễn viên Jane Lapotaire.
Trước thời đại của Henry VIII cùng Catalina của Aragón, nước Anh chưa bao giờ có tư tưởng để phụ nữ kế vị, vì họ quan niệm phụ nữ lên ngôi sẽ chấm dứt dòng dõi lâu dài, và khiến nội chiến xảy ra, những cuốn sách dạy về cách cai trị, như The Education of a Christian Prince của Eramus đều chỉ nói đến nam giới. Và tuy rằng về sau Henry VIII có vẻ miễn cưỡng khi thừa nhận Mary làm người thừa kế, nhưng Catalina cho rằng một người phụ nữ có giáo dục đầy đủ cũng có khả năng trị vì giỏi, giống như người mẹ vĩ đại của bà, Nữ vương Isabel I của Castilla. Một nền giáo dục tốt, cùng sự hỗ trợ của tôn giáo chính là hai thứ chính yếu nhất. Về vấn đề giáo dục, Catalina có chủ trương nhân đạo với một người có tài học xuất sắc như Juan Luis Vives hướng dẫn. Và ngài Vives quả thật có ảnh hưởng cực lớn đến bản thân Catalina, đặc biệt vấn đề không có nam duệ thừa kế vào những năm gần cuối của bà. Sự ảnh hưởng lâu dài từ Vives đã giúp những thế hệ nữ giới có đà được quyền học và hưởng một nền giáo dục tốt trong thời đại phụ hệ gay gắt . Việc Catalina hỗ trợ chủ nghĩa nhân đạo cùng nền giáo dục mà bà dành cho con gái Mary, chính là tác động lớn đến học thuyết chủ nghĩa mới tại triều đình Anh.

### Trong văn hóa đại chúng

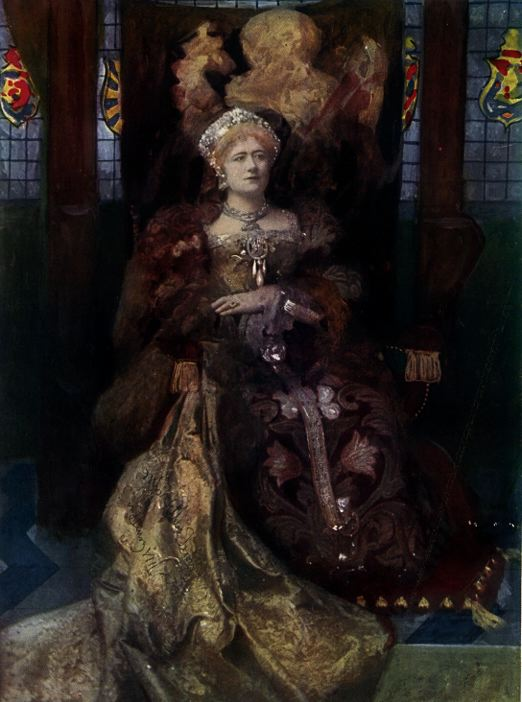
Dame Ellen Terry trong vai Catalina của Aragón.

Qua nhiều thế kỉ, cùng với Anne Boleyn, Catalina của Aragón cũng là nguồn cảm hứng trong nghệ thuật như phim ảnh, tranh ảnh và tiểu thuyết, tuy nhiên vai trò của Catalina của Aragón đa phần đều là thứ chính hoặc phụ trong những tác phẩm về Anne Boleyn.
Hình ảnh của Catalina xuất hiện nhiều ở kịch và lý lịch học, như học giả người Mỹ là Garrett Mattingly vào thế kỉ 20 có cuốn lý lịch "Katherine of Aragon" nổi tiếng đầu tiên về bà. Sau đó, John E. Paul nghiên cứu về Catalina cùng những người ủng hộ bà trong cuốn sách "Catherine of Aragon and her Friends", một cuốn tiểu sử viết vào năm 1966. Vào những năm đầu thế kỉ 21, học giả Alison Weir bắt đầu nghiên cứu toàn diện về bà qua công trình "The Six Wives of Henry VIII", tiếp đó là Antonia Fraser với cuốn sách cùng tiêu đề y hệt của Weir. Đến kể đến nhất là David Starkey với Six Wives: The Queens of Henry VIII. Về phương diện kịch, cuộc đời và bài diễn văn huyền thoại của bà được mô tả hoàn hảo trong vở Henry VIII của Shakespeare, về sau được tái hiện vô số lần qua nhiều dạng kịch truyền thống hoặc phim ảnh, với những diễn viên nổi tiếng thủ vai Catalina, gồm có Dame Ellen Terry, Sarah Siddons, Violet Vanbrugh và Kate Duchêne. Vở kịch của Shakespeare cho thấy sự cảm thông sâu sắc của đương thời về Catalina của Aragón, mặc dù ông đang ở thời đại của Elizabeth I của Anh - con gái của Anne Boleyn, người đã khiến Catalina rơi vào thảm kịch. Nữ diễn viên huyền thoại Sarah Siddons của thế kỉ 18, nhận định với Samuel Johnson rằng bà yêu thích vai diễn này nhất trong tất cả các vai nữ từ khi biết và đọc kịch Shakespeare.
Trong phương diện tiểu thuyết, Catalina cũng được khắc họa, như Katharine, The Virgin Widow, The Shadow of the Pomegranate và The King's Secret Matter của Eleanor Hibbert; Falling Pomegranate Seeds: The Duty of Daughters của Wendy J. Dunn; Catherine of Aragon: An Intimate History of Henry VIII's True Wife của Amy Licence; The Constant Princess, The Other Boleyn Girl, The King's Curse và Three Sisters, Three Queens của Philippa Gregory; Isabella's Daughter của Charity Bishop; Katherine of Aragon, The True Queen của Alison Weir; và Wolf Hall của Hilary Mantel.
Thời đại phim ảnh cũng không ít các tác phẩm về Catalina của Aragón, chủ yếu lấy đề tài về Henry VIII cùng những người vợ của mình. Trong bộ phim nổi tiếng vào thế kỷ 20 và từng được đề cử và thắng giải Oscar, Anne of the Thousand Days, nữ diễn viên Irene Papas thủ vai Catalina của Aragón.
Sau đó là những loạt phim như:
- The Six Wives of Henry VIII (1970), truyền hình, do Annette Crosbie thủ vai.
- Henry VIII and His Six Wives (1972), truyền hình, do Frances Cuka thủ vai.
- The Six Wives of Henry VIII (2001), một phim tài liệu của David Starkey, do Annabelle Dowler thủ vai.
- The Other Boleyn Girl (2003), truyền hình, do Yolanda Vasquez thủ vai.
- Henry VIII (2003), phim truyền hình, do Assumpta Serna thủ vai.
- The Tudors, phim truyền hình từ năm 2007 của Showtimes, do Maria Doyle Kennedy thủ vai.
- The Other Boleyn Girl (2008), điện ảnh, do Ana Torrent thủ vai.
- Wolf Hall (2015), truyền hình, do Joanne Whalley thủ vai.
- The Spanish Princess (2019), truyền hình, do Charlotte Hope thủ vai.

## Gia phả
| \| \| \| \| \| \| \| \| \| \| \| \| \| \| \| \| \| \| \| \| 16. Juan I của Castilla[115] (= 24) \| \| \| \| \| \| \| \| \| \| \| \| \| \| \| \| \| \| \| \| \| \| \| \| \| \| \| \| \| \| \| \| \| \| \| \| \| \| \| \| \| \| \| \| \| \| \| \| \| \| \| \| \| \| 8. Enrique III của Castilla[116] \| \| \| \| \| \| \| \| \| \| \| \| \| \| \| \| \| \| \| \| \| \| \| \| \| \| \| \| \| \| \| \| \| \| \| \| \| \| \| \| \| \| \| \| \| \| \| \| \| \| \| \| \| \| 17. Alionor của Aragón[115] (= 25) \| \| \| \| \| \| \| \| \| \| \| \| \| \| \| \| \| \| \| \| \| \| \| \| \| \| \| \| \| \| \| \| \| \| \| \| \| \| \| \| \| \| \| \| \| \| \| \| \| \| \| \| \| \| 4. Juan II của Castilla[117] \| \| \| \| \| \| \| \| \| \| \| \| \| \| \| \| \| \| \| \| \| \| \| \| \| \| \| \| \| \| \| \| \| \| \| \| \| \| \| \| \| \| \| \| \| \| \| \| \| \| \| \| \| \| 18. John xứ Gaunt[118] \| \| \| \| \| \| \| \| \| \| \| \| \| \| \| \| \| \| \| \| \| \| \| \| \| \| \| \| \| \| \| \| \| \| \| \| \| \| \| \| \| \| \| \| \| \| \| \| \| \| \| \| \| \| 9. Catherine của Lancaster[116] \| \| \| \| \| \| \| \| \| \| \| \| \| \| \| \| \| \| \| \| \| \| \| \| \| \| \| \| \| \| \| \| \| \| \| \| \| \| \| \| \| \| \| \| \| \| \| \| \| \| \| \| \| \| 19. Constanza của Castilla[118] \| \| \| \| \| \| \| \| \| \| \| \| \| \| \| \| \| \| \| \| \| \| \| \| \| \| \| \| \| \| \| \| \| \| \| \| \| \| \| \| \| \| \| \| \| \| \| \| \| \| \| \| \| \| 2. Isabel I của Castilla \| \| \| \| \| \| \| \| \| \| \| \| \| \| \| \| \| \| \| \| \| \| \| \| \| \| \| \| \| \| \| \| \| \| \| \| \| \| \| \| \| \| \| \| \| \| \| \| \| \| \| \| \| \| 20. João I của Bồ Đào Nha[119] \| \| \| \| \| \| \| \| \| \| \| \| \| \| \| \| \| \| \| \| \| \| \| \| \| \| \| \| \| \| \| \| \| \| \| \| \| \| \| \| \| \| \| \| \| \| \| \| \| \| \| \| \| \| 10. João của Bồ Đào Nha[119] \| \| \| \| \| \| \| \| \| \| \| \| \| \| \| \| \| \| \| \| \| \| \| \| \| \| \| \| \| \| \| \| \| \| \| \| \| \| \| \| \| \| \| \| \| \| \| \| \| \| \| \| \| \| 21. Philippa của Lancaster[119][a] \| \| \| \| \| \| \| \| \| \| \| \| \| \| \| \| \| \| \| \| \| \| \| \| \| \| \| \| \| \| \| \| \| \| \| \| \| \| \| \| \| \| \| \| \| \| \| \| \| \| \| \| \| \| 5. Isabel của Bồ Đào Nha[117] \| \| \| \| \| \| \| \| \| \| \| \| \| \| \| \| \| \| \| \| \| \| \| \| \| \| \| \| \| \| \| \| \| \| \| \| \| \| \| \| \| \| \| \| \| \| \| \| \| \| \| \| \| \| 22. Afonso I xứ Bragança[121] \| \| \| \| \| \| \| \| \| \| \| \| \| \| \| \| \| \| \| \| \| \| \| \| \| \| \| \| \| \| \| \| \| \| \| \| \| \| \| \| \| \| \| \| \| \| \| \| \| \| \| \| \| \| 11. Isabel xứ Barcelos[121] \| \| \| \| \| \| \| \| \| \| \| \| \| \| \| \| \| \| \| \| \| \| \| \| \| \| \| \| \| \| \| \| \| \| \| \| \| \| \| \| \| \| \| \| \| \| \| \| \| \| \| \| \| \| 23. Beatriz Pereira de Alvim[121] \| \| \| \| \| \| \| \| \| \| \| \| \| \| \| \| \| \| \| \| \| \| \| \| \| \| \| \| \| \| \| \| \| \| \| \| \| \| \| \| \| \| \| \| \| \| \| \| \| \| \| \| \| \| 1. Catalina của Castilla và Aragón \| \| \| \| \| \| \| \| \| \| \| \| \| \| \| \| \| \| \| \| \| \| \| \| \| \| \| \| \| \| \| \| \| \| \| \| \| \| \| \| \| \| \| \| \| \| \| \| \| \| \| \| \| \| 24. Juan I của Castilla[116] (= 16) \| \| \| \| \| \| \| \| \| \| \| \| \| \| \| \| \| \| \| \| \| \| \| \| \| \| \| \| \| \| \| \| \| \| \| \| \| \| \| \| \| \| \| \| \| \| \| \| \| \| \| \| \| \| 12. Ferrando I của Aragón[122] \| \| \| \| \| \| \| \| \| \| \| \| \| \| \| \| \| \| \| \| \| \| \| \| \| \| \| \| \| \| \| \| \| \| \| \| \| \| \| \| \| \| \| \| \| \| \| \| \| \| \| \| \| \| 25. Alionor của Aragón (= 17) \| \| \| \| \| \| \| \| \| \| \| \| \| \| \| \| \| \| \| \| \| \| \| \| \| \| \| \| \| \| \| \| \| \| \| \| \| \| \| \| \| \| \| \| \| \| \| \| \| \| \| \| \| \| 6. Chuan II của Aragón[123] \| \| \| \| \| \| \| \| \| \| \| \| \| \| \| \| \| \| \| \| \| \| \| \| \| \| \| \| \| \| \| \| \| \| \| \| \| \| \| \| \| \| \| \| \| \| \| \| \| \| \| \| \| \| 26. Sancho xứ Alburquerque[124] \| \| \| \| \| \| \| \| \| \| \| \| \| \| \| \| \| \| \| \| \| \| \| \| \| \| \| \| \| \| \| \| \| \| \| \| \| \| \| \| \| \| \| \| \| \| \| \| \| \| \| \| \| \| 13. Leonor xứ Alburquerque[122] \| \| \| \| \| \| \| \| \| \| \| \| \| \| \| \| \| \| \| \| \| \| \| \| \| \| \| \| \| \| \| \| \| \| \| \| \| \| \| \| \| \| \| \| \| \| \| \| \| \| \| \| \| \| 27. Beatriz của Bồ Đào Nha[124] \| \| \| \| \| \| \| \| \| \| \| \| \| \| \| \| \| \| \| \| \| \| \| \| \| \| \| \| \| \| \| \| \| \| \| \| \| \| \| \| \| \| \| \| \| \| \| \| \| \| \| \| \| \| 3. Ferrando II của Aragón \| \| \| \| \| \| \| \| \| \| \| \| \| \| \| \| \| \| \| \| \| \| \| \| \| \| \| \| \| \| \| \| \| \| \| \| \| \| \| \| \| \| \| \| \| \| \| \| \| \| \| \| \| \| 28. Alfonso Enríquez[125] \| \| \| \| \| \| \| \| \| \| \| \| \| \| \| \| \| \| \| \| \| \| \| \| \| \| \| \| \| \| \| \| \| \| \| \| \| \| \| \| \| \| \| \| \| \| \| \| \| \| \| \| \| \| 14. Fadrique Enríquez de Mendoza[125] \| \| \| \| \| \| \| \| \| \| \| \| \| \| \| \| \| \| \| \| \| \| \| \| \| \| \| \| \| \| \| \| \| \| \| \| \| \| \| \| \| \| \| \| \| \| \| \| \| \| \| \| \| \| 29. Juana de Mendoza y Ayala [125] \| \| \| \| \| \| \| \| \| \| \| \| \| \| \| \| \| \| \| \| \| \| \| \| \| \| \| \| \| \| \| \| \| \| \| \| \| \| \| \| \| \| \| \| \| \| \| \| \| \| \| \| \| \| 7. Juana Enríquez[123] \| \| \| \| \| \| \| \| \| \| \| \| \| \| \| \| \| \| \| \| \| \| \| \| \| \| \| \| \| \| \| \| \| \| \| \| \| \| \| \| \| \| \| \| \| \| \| \| \| \| \| \| \| \| 30. Diego Fernández de Córdoba [126] \| \| \| \| \| \| \| \| \| \| \| \| \| \| \| \| \| \| \| \| \| \| \| \| \| \| \| \| \| \| \| \| \| \| \| \| \| \| \| \| \| \| \| \| \| \| \| \| \| \| \| \| \| \| 15. Mariana Fernández de Córdoba y Ayala[125] \| \| \| \| \| \| \| \| \| \| \| \| \| \| \| \| \| \| \| \| \| \| \| \| \| \| \| \| \| \| \| \| \| \| \| \| \| \| \| \| \| \| \| \| \| \| \| \| \| \| \| \| \| \| 31. Inés de Ayala [126] \| \| \| \| \| \| \| \| \| \| \| \| \| \| \| \| \| \| \| \| \| \| \| \| \| \| \| \| \| \| \| \| \| \| \| \| \| \| \| \| \| \| \| \| \| \| \| \| \| \| \| \| |                                          |  |  |  |  |  |  |  |  |  |  |  |  |  |  |  |
| |                                          |  |  |  |  |  |  |  |  |  |  |  |  |  |  |  |
| | 16. Juan I của Castilla (= 24)           |  |  |  |  |  |  |  |  |  |  |  |  |  |  |  |
| |                                          |  |  |  |  |  |  |  |  |  |  |  |  |  |  |  |
| |                                          |  |  |  |  |  |  |  |  |  |  |  |  |  |  |  |
| | 8. Enrique III của Castilla              |  |  |  |  |  |  |  |  |  |  |  |  |  |  |  |
| |                                          |  |  |  |  |  |  |  |  |  |  |  |  |  |  |  |
| |                                          |  |  |  |  |  |  |  |  |  |  |  |  |  |  |  |
| | 17. Alionor của Aragón (= 25)            |  |  |  |  |  |  |  |  |  |  |  |  |  |  |  |
| |                                          |  |  |  |  |  |  |  |  |  |  |  |  |  |  |  |
| |                                          |  |  |  |  |  |  |  |  |  |  |  |  |  |  |  |
| | 4. Juan II của Castilla                  |  |  |  |  |  |  |  |  |  |  |  |  |  |  |  |
| |                                          |  |  |  |  |  |  |  |  |  |  |  |  |  |  |  |
| |                                          |  |  |  |  |  |  |  |  |  |  |  |  |  |  |  |
| | 18. John xứ Gaunt                        |  |  |  |  |  |  |  |  |  |  |  |  |  |  |  |
| |                                          |  |  |  |  |  |  |  |  |  |  |  |  |  |  |  |
| |                                          |  |  |  |  |  |  |  |  |  |  |  |  |  |  |  |
| | 9. Catherine của Lancaster               |  |  |  |  |  |  |  |  |  |  |  |  |  |  |  |
| |                                          |  |  |  |  |  |  |  |  |  |  |  |  |  |  |  |
| |                                          |  |  |  |  |  |  |  |  |  |  |  |  |  |  |  |
| | 19. Constanza của Castilla               |  |  |  |  |  |  |  |  |  |  |  |  |  |  |  |
| |                                          |  |  |  |  |  |  |  |  |  |  |  |  |  |  |  |
| |                                          |  |  |  |  |  |  |  |  |  |  |  |  |  |  |  |
| | 2. Isabel I của Castilla                 |  |  |  |  |  |  |  |  |  |  |  |  |  |  |  |
| |                                          |  |  |  |  |  |  |  |  |  |  |  |  |  |  |  |
| |                                          |  |  |  |  |  |  |  |  |  |  |  |  |  |  |  |
| | 20. João I của Bồ Đào Nha                |  |  |  |  |  |  |  |  |  |  |  |  |  |  |  |
| |                                          |  |  |  |  |  |  |  |  |  |  |  |  |  |  |  |
| |                                          |  |  |  |  |  |  |  |  |  |  |  |  |  |  |  |
| | 10. João của Bồ Đào Nha                  |  |  |  |  |  |  |  |  |  |  |  |  |  |  |  |
| |                                          |  |  |  |  |  |  |  |  |  |  |  |  |  |  |  |
| |                                          |  |  |  |  |  |  |  |  |  |  |  |  |  |  |  |
| | 21. Philippa của Lancaster               |  |  |  |  |  |  |  |  |  |  |  |  |  |  |  |
| |                                          |  |  |  |  |  |  |  |  |  |  |  |  |  |  |  |
| |                                          |  |  |  |  |  |  |  |  |  |  |  |  |  |  |  |
| | 5. Isabel của Bồ Đào Nha                 |  |  |  |  |  |  |  |  |  |  |  |  |  |  |  |
| |                                          |  |  |  |  |  |  |  |  |  |  |  |  |  |  |  |
| |                                          |  |  |  |  |  |  |  |  |  |  |  |  |  |  |  |
| | 22. Afonso I xứ Bragança                 |  |  |  |  |  |  |  |  |  |  |  |  |  |  |  |
| |                                          |  |  |  |  |  |  |  |  |  |  |  |  |  |  |  |
| |                                          |  |  |  |  |  |  |  |  |  |  |  |  |  |  |  |
| | 11. Isabel xứ Barcelos                   |  |  |  |  |  |  |  |  |  |  |  |  |  |  |  |
| |                                          |  |  |  |  |  |  |  |  |  |  |  |  |  |  |  |
| |                                          |  |  |  |  |  |  |  |  |  |  |  |  |  |  |  |
| | 23. Beatriz Pereira de Alvim             |  |  |  |  |  |  |  |  |  |  |  |  |  |  |  |
| |                                          |  |  |  |  |  |  |  |  |  |  |  |  |  |  |  |
| |                                          |  |  |  |  |  |  |  |  |  |  |  |  |  |  |  |
| | 1. Catalina của Castilla và Aragón       |  |  |  |  |  |  |  |  |  |  |  |  |  |  |  |
| |                                          |  |  |  |  |  |  |  |  |  |  |  |  |  |  |  |
| |                                          |  |  |  |  |  |  |  |  |  |  |  |  |  |  |  |
| | 24. Juan I của Castilla (= 16)           |  |  |  |  |  |  |  |  |  |  |  |  |  |  |  |
| |                                          |  |  |  |  |  |  |  |  |  |  |  |  |  |  |  |
| |                                          |  |  |  |  |  |  |  |  |  |  |  |  |  |  |  |
| | 12. Ferrando I của Aragón                |  |  |  |  |  |  |  |  |  |  |  |  |  |  |  |
| |                                          |  |  |  |  |  |  |  |  |  |  |  |  |  |  |  |
| |                                          |  |  |  |  |  |  |  |  |  |  |  |  |  |  |  |
| | 25. Alionor của Aragón (= 17)            |  |  |  |  |  |  |  |  |  |  |  |  |  |  |  |
| |                                          |  |  |  |  |  |  |  |  |  |  |  |  |  |  |  |
| |                                          |  |  |  |  |  |  |  |  |  |  |  |  |  |  |  |
| | 6. Chuan II của Aragón                   |  |  |  |  |  |  |  |  |  |  |  |  |  |  |  |
| |                                          |  |  |  |  |  |  |  |  |  |  |  |  |  |  |  |
| |                                          |  |  |  |  |  |  |  |  |  |  |  |  |  |  |  |
| | 26. Sancho xứ Alburquerque               |  |  |  |  |  |  |  |  |  |  |  |  |  |  |  |
| |                                          |  |  |  |  |  |  |  |  |  |  |  |  |  |  |  |
| |                                          |  |  |  |  |  |  |  |  |  |  |  |  |  |  |  |
| | 13. Leonor xứ Alburquerque               |  |  |  |  |  |  |  |  |  |  |  |  |  |  |  |
| |                                          |  |  |  |  |  |  |  |  |  |  |  |  |  |  |  |
| |                                          |  |  |  |  |  |  |  |  |  |  |  |  |  |  |  |
| | 27. Beatriz của Bồ Đào Nha               |  |  |  |  |  |  |  |  |  |  |  |  |  |  |  |
| |                                          |  |  |  |  |  |  |  |  |  |  |  |  |  |  |  |
| |                                          |  |  |  |  |  |  |  |  |  |  |  |  |  |  |  |
| | 3. Ferrando II của Aragón                |  |  |  |  |  |  |  |  |  |  |  |  |  |  |  |
| |                                          |  |  |  |  |  |  |  |  |  |  |  |  |  |  |  |
| |                                          |  |  |  |  |  |  |  |  |  |  |  |  |  |  |  |
| | 28. Alfonso Enríquez                     |  |  |  |  |  |  |  |  |  |  |  |  |  |  |  |
| |                                          |  |  |  |  |  |  |  |  |  |  |  |  |  |  |  |
| |                                          |  |  |  |  |  |  |  |  |  |  |  |  |  |  |  |
| | 14. Fadrique Enríquez de Mendoza         |  |  |  |  |  |  |  |  |  |  |  |  |  |  |  |
| |                                          |  |  |  |  |  |  |  |  |  |  |  |  |  |  |  |
| |                                          |  |  |  |  |  |  |  |  |  |  |  |  |  |  |  |
| | 29. Juana de Mendoza y Ayala             |  |  |  |  |  |  |  |  |  |  |  |  |  |  |  |
| |                                          |  |  |  |  |  |  |  |  |  |  |  |  |  |  |  |
| |                                          |  |  |  |  |  |  |  |  |  |  |  |  |  |  |  |
| | 7. Juana Enríquez                        |  |  |  |  |  |  |  |  |  |  |  |  |  |  |  |
| |                                          |  |  |  |  |  |  |  |  |  |  |  |  |  |  |  |
| |                                          |  |  |  |  |  |  |  |  |  |  |  |  |  |  |  |
| | 30. Diego Fernández de Córdoba           |  |  |  |  |  |  |  |  |  |  |  |  |  |  |  |
| |                                          |  |  |  |  |  |  |  |  |  |  |  |  |  |  |  |
| |                                          |  |  |  |  |  |  |  |  |  |  |  |  |  |  |  |
| | 15. Mariana Fernández de Córdoba y Ayala |  |  |  |  |  |  |  |  |  |  |  |  |  |  |  |
| |                                          |  |  |  |  |  |  |  |  |  |  |  |  |  |  |  |
| |                                          |  |  |  |  |  |  |  |  |  |  |  |  |  |  |  |
| | 31. Inés de Ayala                        |  |  |  |  |  |  |  |  |  |  |  |  |  |  |  |
| |                                          |  |  |  |  |  |  |  |  |  |  |  |  |  |  |  |
| |                                          |  |  |  |  |  |  |  |  |  |  |  |  |  |  |  |